# Historia de Los Angeles Lakers

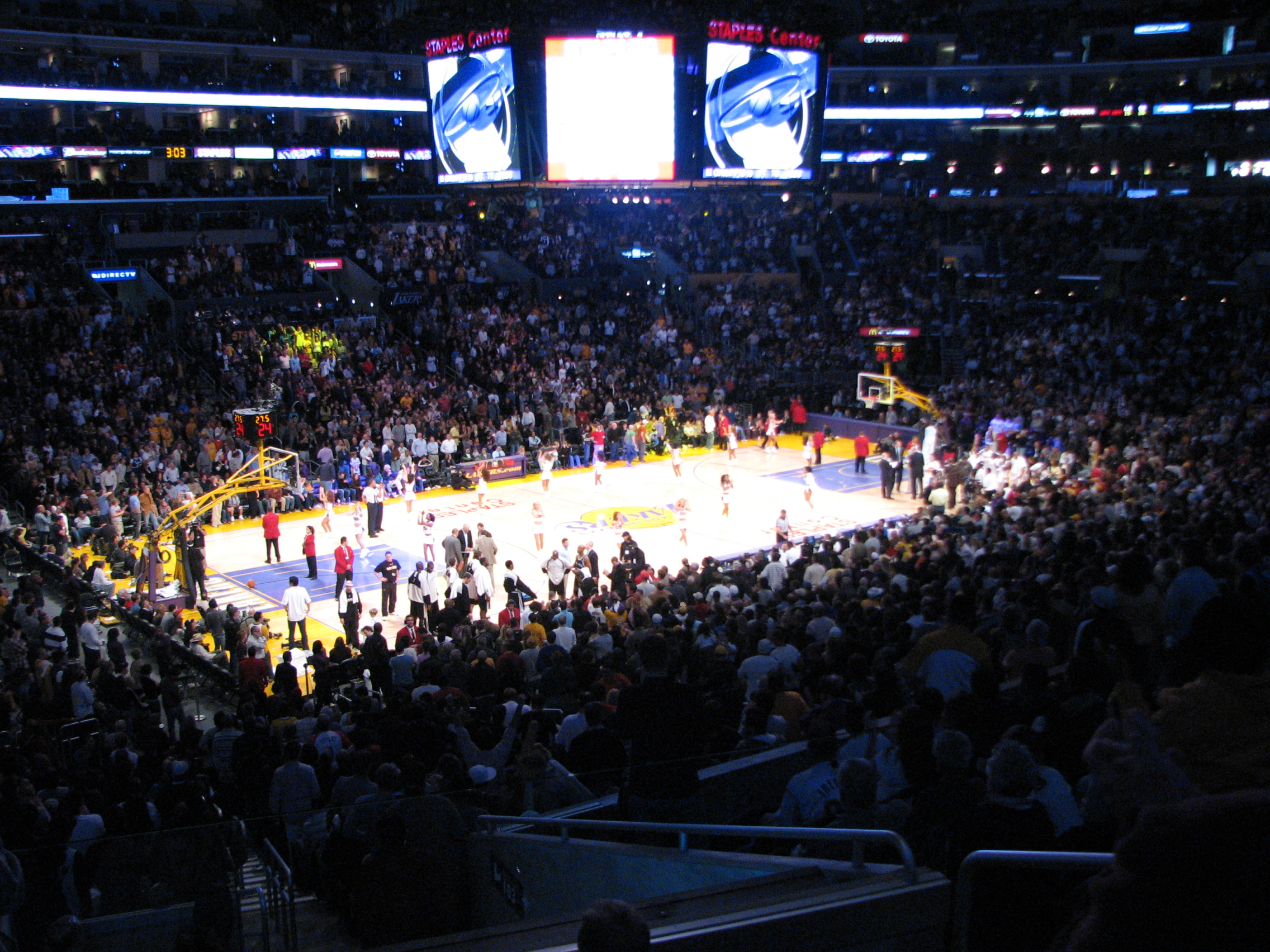
El Staples Center durante un partido de los Lakers.

Los Angeles Lakers, equipo de baloncesto de la NBA, fue fundado en 1947 y es una de las franquicias más exitosas de la  historia de la liga. Al término de la temporada 2016-2017 es el segundo equipo con más victorias (3261), por detrás de los Boston Celtics, tiene el segundo mejor porcentaje victorias-derrotas (59,8%) y es el que más veces ha disputado las  Finales de la NBA (en 31 ocasiones). Además, tiene en su poder 17 campeonatos, siendo solo superados (18) por los  Boston Celtics. Sus plantillas han incluido jugadores de la talla de George Mikan, Elgin Baylor, Jerry West, Wilt Chamberlain, Kareem Abdul-Jabbar, Magic Johnson (todos ellos Hall of Famers), Shaquille O'Neal, Kobe Bryant, Pau Gasol y LeBron James.
Además, poseen el récord de más partidos consecutivos ganados (33) en la historia del deporte norteamericano, llegando a estar imbatidos desde el 5 de noviembre de 1971 hasta el 7 de enero de 1972, fecha en la que perdieron ante Milwaukee Bucks. Los Lakers solo han faltado a playoffs cinco veces en su historia, y de acuerdo con la revista Forbes, son la segunda franquicia más valiosa de baloncesto en Estados Unidos, valorada en aproximadamente en 568 millones de dólares, solo superada por New York Knicks.

## 1947-1960: Mineápolis y la primera dinastía
En 1947, Ben Berger y Morris Chalfen compraron los Gems a Boring por 15.000 dólares. Posteriormente, este se convertiría en el propietario de Vagabond Kings, un equipo profesional con el que lograría mucho más éxito a finales de los 40 y principios de los 50. Sin embargo, con el posterior éxito de los Gems en Minneapolis y Los Ángeles, la nieta de Boring afirmó que más tarde su abuelo se arrepintió de no haber mantenido una parte menor de la franquicia.

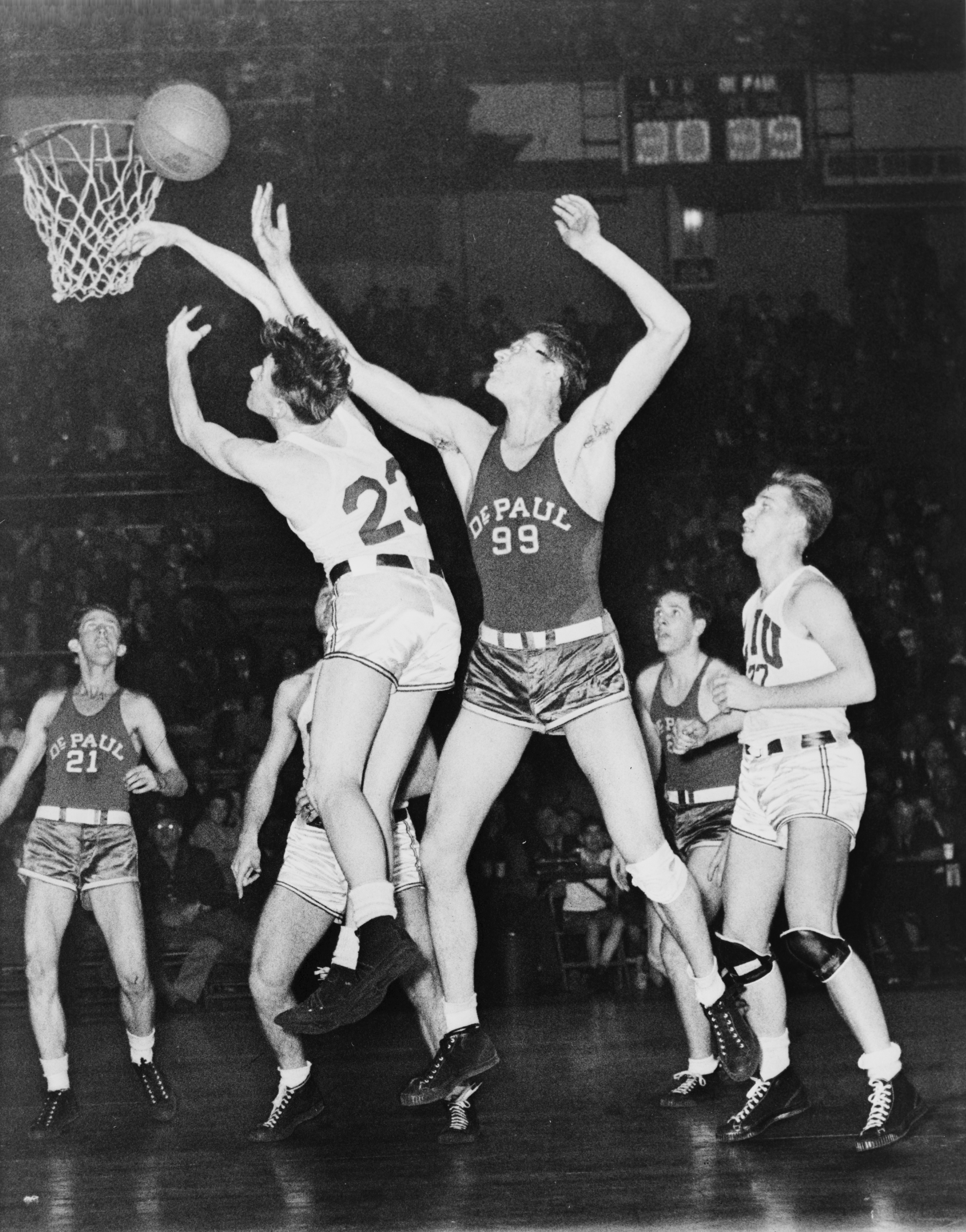
George Mikan, primera estrella de los Lakers.

Berger y Chalfen trasladaron la franquicia a Minneapolis, donde el equipo disputaba sus partidos de casa en el Minneapolis Auditorium. El equipo fue re-bautizado a "Lakers", en referencia a la fama de Minneapolis por sus miles de lagos. Berger y Chalfen incorporaron a Max Winter, más tarde el fundador y propietario del equipo de la NFL Minnesota Vikings, para ejercer de general manager. Winter también tomó una parte de propiedad de los Lakers, que mantendría hasta que dejara el equipo en 1955.
Como los Gems fueron, con mucho, el peor equipo de la liga, los Lakers poseían la primera elección del Draft de dispersión de la PBLA, liga profesional de baloncesto que llegaba a su fin, por lo que sus jugadores estaban disponibles. Los Lakers seleccionaron a George Mikan, posteriormente convirtiéndose en uno de los mejores pívots de todos los tiempos. Con Mikan, el nuevo entrenador John Kundla y una infusión de antiguos jugadores de la Universidad de Minnesota, los Lakers ganaron el campeonato en su primera temporada.
Al año siguiente, los Lakers fueron cambiados a la Basketball Association of America, liga de 12 equipos, ganando una vez más el campeonato en su primer año. Como la BAA es considerada el antepasado directo y lineal de lo que es hoy la NBA, este campeonato de 1949 está reconocido oficialmente por la NBA, aunque no así el de 1948. Esto hace técnicamente a los Lakers la franquicia en expansión más exitosa en la historia de la NBA, ya que esta no reconoce los registros de la NBL y considera a los Lakers un equipo en expansión de 1948.
El siguiente año la BAA y la NBL se fusionaron para dar forma a la NBA tal y como hoy la conocemos. Los Lakers consiguieron su tercer campeonato consecutivo de la mano de Mikan, Vern Mikkelsen y Bud Grant, futuro entrenador en la NFL. La racha llegó a su fin en 1951, donde los actuales campeones perdieron en la final de conferencia frente a Rochester Royals. Sin embargo, tras un año sin anillo, Lakers volvió a reeditar título durante los tres años siguientes, derrotando a los Knicks en 2 años consecutivos (1952 y 1953) y a Syracuse (1954). Lakers lograba así la primera dinastía tras conseguir 5 títulos en 6 años (6 títulos en 7 años si contamos el campeonato de 1948 en la NBL que la NBA no reconoce). Además de los ya mencionados Mikan y Mikkelsen, el equipo de esta época contaba con futuros miembros del Hall of Fame como Jim Pollard, Slater Martin y Clyde Lovellette.
El aumento de equipos no impidió que los Lakers siguieran dominando la liga. Es más, el equipo de John Kundla estableció diferencias aún mayores. Minneapolis fue encuadrado en la Central Division, por entonces la división más potente. En 1950, los Lakers escogieron en el Draft dos jugadores de garantías que dieron mucho resultado a la franquicia, Vern Mikkelsen y Slater Martin. Mikkelsen, el primer ala-pivot del baloncesto, se encargó del trabajo sucio de los rebotes para que Mikan impusiera su ley en las zonas.
Mikan, Mikkelsen y Pollard formaron el mejor juego interior de la liga. Mikan, estaba entre los mejores anotadores, Mikkelsen entre los mejores reboteadores y el versátil Jim Pollard realizando ambas cosas. 
La dirección corría a cargo de Slater Martin, veloz base de 1.70 que fue el primero en correr el contraataque. Fue considerado como el mejor base de la época sentando las bases del base rápido. Los Syracuse Nats de Dolph Schayes intentaron romper la hegemonía de los Minneapolis Lakers en la temporada 1949-50 (51-17, con 30-1 como local), centrando la defensa sobre Mikan y Pollard, sin embargo no funcionó, ya que en el sexto partido el pívot de Lakers acabó con 40 puntos y el título, el primero de la historia de la NBA.
Mikan dominaba la liga a su antojo con sus 2.08 y 111 kilos de fuerza, era tan superior al resto que el descenso de interés de la competición se disparó. Era frecuente verle sangrar durante un partido por las faltas que recibía de sus rivales, muy inferiores físicamente a él. 
Con un cinco inicial en el que estaban George Mikan, Jim Pollard, Vern Mikkelsen, Slater Martin y Bob Harrison, los Lakers eran casi invencibles en el Minneapolis Auditorium en sus primeros años. Estuvieron a punto de lograr un récord de 30 partidos consecutivos ganados en casa, pero Fort Wayne lo impidió, en un partido que tuvo su historia. Murray Mendenhall, entrenador de los Pistons decidió poner en práctica la novedosa táctica de congelar la pelota. Ordenó a sus jugadores que limitasen sus tiros exclusivamente a entradas en bandeja. Los Pistons se mantuvieron siempre vivos en el partido, a poca distancia de los Lakers, y cuando faltaban 9 segundos, con un punto abajo, Larry Foust, pentetró y anotó pese a la oposición de Mikan. Fort Wayne ganó (19-18), tras fuertes incidentes del público del Auditorium.
Este partido ha sido considerado por muchos como el auténtico impulsor del reloj de 24 segundos, regla que se insauró en la 1954-55. También se introdujo el límite de 6 faltas personales por equipo en un cuarto. El juego de Mikan tuvo un tremendo efecto en la NBA y fue responsable directo de algunos cambios en las reglas del juego. 
Las lesiones obligaron a Mikan a anunciar su retirada tras la temporada 1953-54, aunque con la retirada de Pollard, Mikan regresó al equipo en la 1955-56. Ya estaba muy castigado por las lesiones y no contaba con forma física para adaptarse a la nueva regla del reloj de posesión. Se retiró definitivamente en 1956, tras terminar la temporada. Ingresó en el Hall of Fame en 1959, siendo la primera leyenda de la NBA, en ser elegida para el salón de la fama.
Lakers andaban tras un center para volver a ser un equipo aspirante al título. Esto les llevó a conseguir a Walt Dukes, un siete pies, a cambio de Slater Martin, pero el experimento no dio frutos. Cansado de no volver a saborear las mieles del triunfo, el propietario Ben Berger recurrió a Mikan como entrenador para la 1957-58, pero fracasó. Después de un balance de 9-30 John Kundla volvió al banquillo. El remedio no funcionó, y, por primera vez en su historia, Lakers no se clasifica para los Playoffs de esa temporada. 

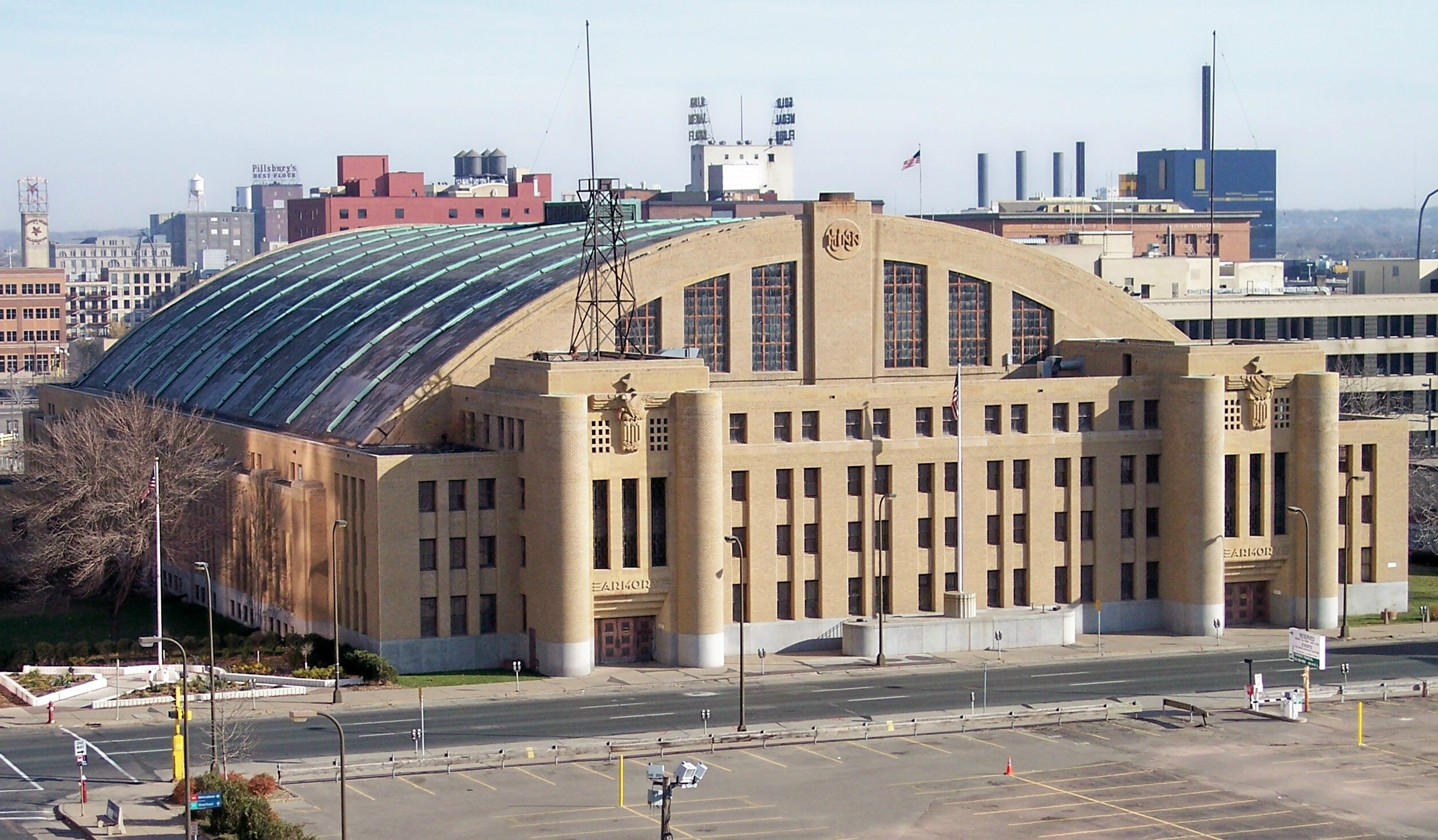
Los Lakers disputaron sus partidos en casa en el Minneapolis Armory en la temporada 1959-60.

En la temporada 1958-59 llegó a Minneapolis, vía draft, la segunda gran estrella en la historia de los Lakers, Elgin Baylor. El novato se alzó con el Rookie del Año y quedó 3º en la lucha por el MVP (tras Bill Russell y Bob Pettit). Promedió la friolera de 24.9 puntos, 15 rebotes y 4.1 asistencias y logró revitalizar al equipo, que volvió a llegar a las finales en 1959. Tras superar a la tercera a los Hawks en las finales de conferencia cayeron en frente a los emergentes Boston Celtics por 4-0. Elgin logró anotar 55 puntos (tercera mejor marca individual hasta entonces) en su primera temporada. Al final de la temporada, Kundla presentó su dimisión como entrenador. En su haber se fue con 5 títulos como entrenador de los Minneapolis Lakers.
Sin embargo, cuando el equipo estaba asentando una base sólida vio como la retirada de Mikkelsen y la venta de Foust los devolvieron a un proceso de renovación. John Castellani tomó el relevo de Kundla, pero tras comenzar con un 11-25 cedió el puesto al que fuera estrella de los primeros Lakers, Jim Pollard. Pese a no mejorar en exceso, Lakers alcanzó los playoffs pese a realizar una pobre liga regular, donde firmaron un balance de 25-50. Tras superar a Detroit por 2-0, volvieron a sucumbir ante St. Louis Hawks por 4-3.

## 1960-1974: Traslado a Los Ángeles y la era de Jerry West

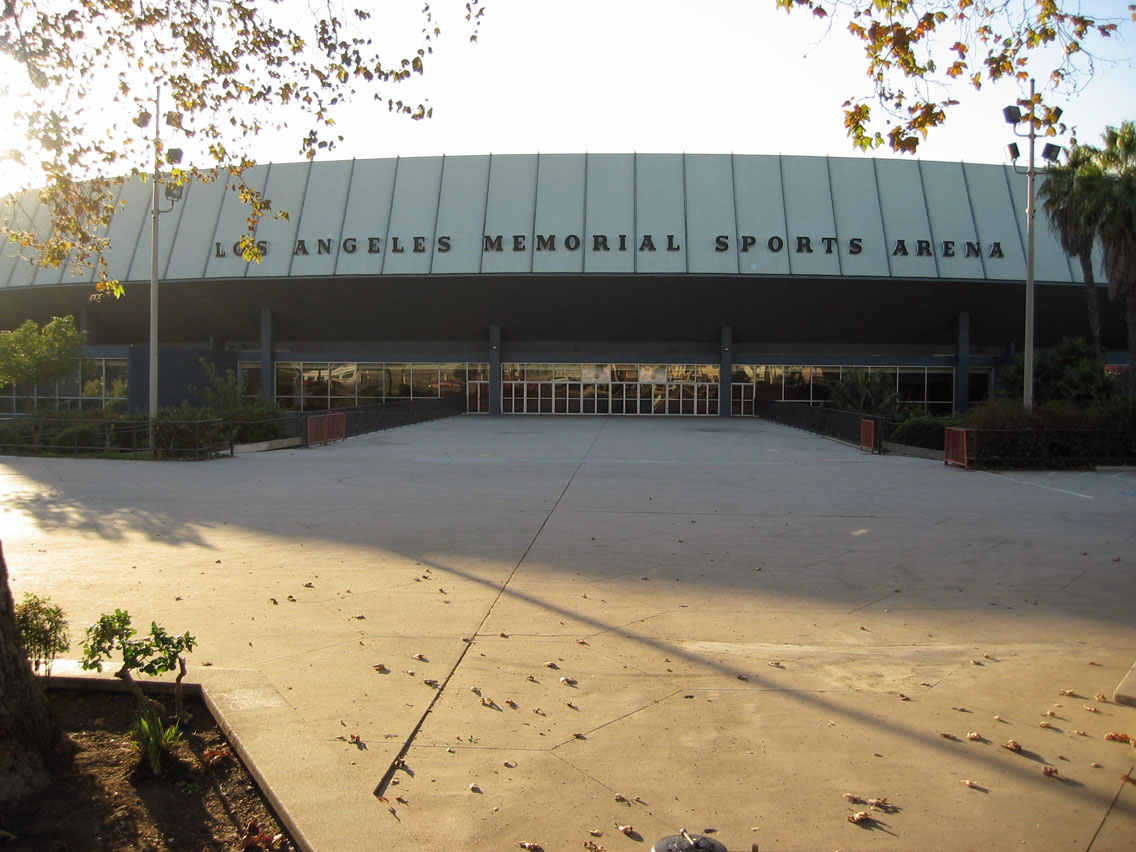
El Los Angeles Memorial Sports Arena fue la casa de los Lakers desde 1960 hasta 1967.

Desde la retirada de Mikan, los Lakers perdieron afición, la asistencia al Minneapolis Auditorium había disminuido pese a contar con un All Star como Baylor. El equipo ya no despertaba el mismo interés que antes y en la ciudad había sido desplazado por los Minnesota Twins de béisbol y los Minnesota Vikings de fútbol americano. Esto llevó a la franquicia a replantearse la situación e hizo que en 1957, Ben Berger terminara vendiendo el equipo a Bob Short. Este rápidamente manifestó su intención de trasladar el equipo a otra ciudad si no obtenía el apoyo de los aficionados de Minneapolis. Al principio los propietarios de los equipos se negaron al cambio de ciudad. Tras una nueva reunión de los propietarios, el permiso de traslado fue concedido tras el temor de la liga de que los Lakers se fueran a jugar a una competición que Abe Saperstein, fundador de los Globetrotters, estaba organizando en la costa oeste.
Fue el 25 de abril de 1960 cuando Bob Short anunció que Minneapolis Lakers pasaba a ser Los Angeles Lakers, el equipo se marchaba a California, un mercado más productivo tanto económica como deportivamente. Chicago o San Francisco fueron otras de las opciones que manejó Short. El ejemplo de los Brooklyn Dodgers de béisbol tuvo también que ver en la decisión. Estos se marcharon en 1958 a Los Ángeles reportando grandes beneficios en sus primeras temporadas. Hoy en día siguen afincados allí.
Minneapolis se quedó sin NBA hasta la llegada de Minnesota Timberwolves en 1989 y Los Ángeles pasaba a ser el primer equipo NBA de la costa oeste. En 1960 también llegaría Francis Dayle "Chick" Hearn, histórico comentarista de Lakers que se mantuvo hasta 2002, año de su fallecimiento.

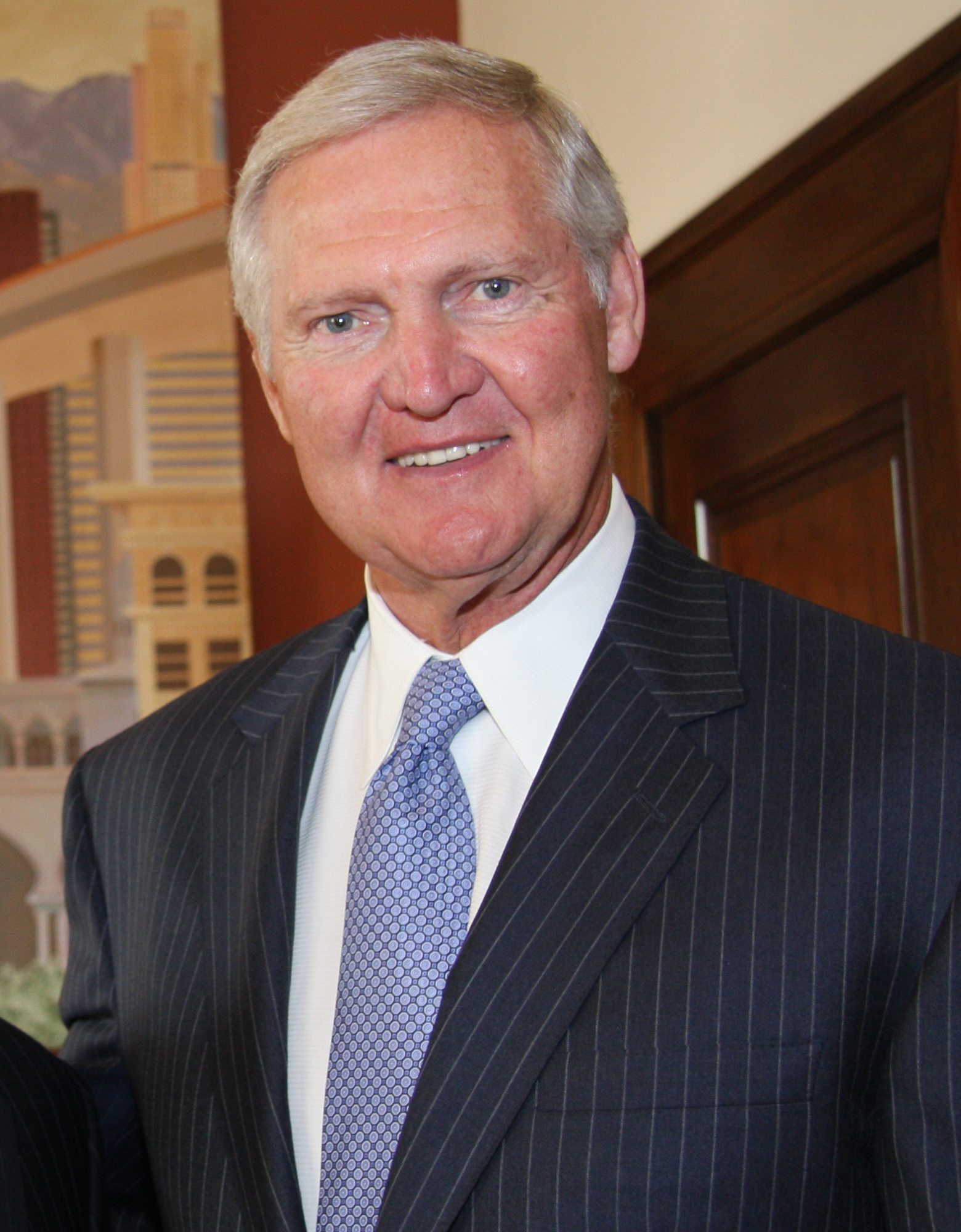
Jerry West fue la pieza clave de los Lakers de los 60.

Short llegó a Los Angeles con un equipo competitivo, aunque alejado del potencial de Boston Celtics y Saint Louis Hawks. Como sucediera con Baylor, de nuevo en 1960 el mejor refuerzo iba a proceder del draft. Se trataba de Jerry West, elegido en el 2º lugar procedente de la universidad de West Virginia, que llegó al equipo con la medalla de oro de los Juegos Olímpicos de Roma. El dato curioso es que con West llegó también Fred Schaus, su entrenador en la universidad. El técnico se mantuvo 7 años en la franquicia, hasta 1967, y devolvió a los Lakers a unas finales en la campaña 1961-62, pero cayeron derrotados ante Boston Celtics por 4-3. Esta sería la tónica general de su periplo en Los Ángeles, en 7 años jugó nada menos que 4 finales, cayendo en todas y cada una de ellas a manos de Boston Celtics. En esas finales de 1962, Baylor estableció un récord de anotación en playoffs que perduró hasta 1986. Los 61 puntos que endosó a Boston el 14 de abril solo han sido superados por Michael Jordan, que precisamente rompió este récord en Boston con 63 puntos, 24 años después. Jerry West comenzó jugando de escolta-alero, pero acabó reconvertido en base dada la necesidad. En su primera temporada en los Lakers promedió 17.6 puntos por partido. En un partido de su primera temporada consiguió 16 de 17 tiros de campo, 12 de 12 tiros libres, además de lograr 10 rebotes, 12 asistencias y 10 robos de balón.
Formó un gran tandem con Baylor llegando a disputar juntos nada menos que 8 finales. Además, del dúo letal Baylor-West, el equipo contaba con jugadores como Dick Barnett, Ruddy Larusso, Frank Selvy, Hot Rod Hundley o Tom Hawkins.
Baylor arrasaba en las estadísticas anotadoras y reboteadoras, sin embargo, sus números quedaban en un segundo plano ante las descomunales actuaciones de la estrella de la liga, Wilt Chamberlain, que en la temporada 1961-62 estableció el récord anotador de la historia de la NBA (100 puntos en un partido) y promedió 50,4 puntos por encuentro, por los 38.3 de Baylor. Mediada la campaña, el alero de los Lakers, fue llamado a la reserva activa a causa de la crisis de Berlín, pudiendo jugar tan sólo los fines de semana.
Si Chamberlain dominaba la liga en el aspecto individual, lo mismo hacía Boston Celtics en el colectivo. Dominaron con aplastante superioridad durante la década de 1960, donde tan sólo dejaron escapar el título de 1967. Los Ángeles practicaba un baloncesto muy vistoso, apostando por el espectáculo ante el orden que caracterizaba a aquellos Celtics. Esta época vio nacer una rivalidad que perduró hasta nuestros días. Otra de las rivalidades que no perduró hasta la actualidad fue la que protagonizaron con los Hawks de Pettit.

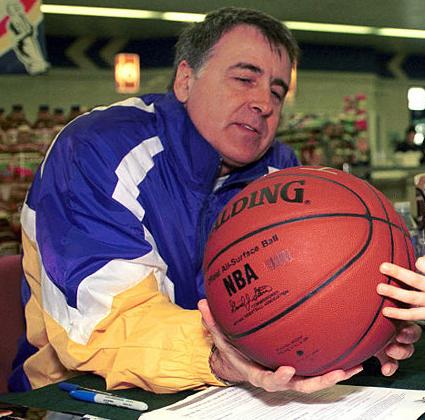
Con Gail Goodrich, los Lakers ganaron el anillo de 1972.

En 1963, 1965 y 1966 el equipo alcanzaría de nuevo las finales, pero volvieron a ser apeados por Boston, 4-1, 4-2 y 4-3, respectivamente. En esta última temporada llegó Gail Goodrich, a quien posteriormente retirarían la camiseta. 
Los movimientos también se sucedieron en las oficinas, ya que Jack Kent Cooke se convirtió en 1965 en el nuevo propietario del equipo tras comprar la franquicia por 5 millones de dólares.
El 20 de noviembre de ese mismo año, los Lakers jugaban frente a San Francisco Warriors en Las Vegas. Lo anecdótico fue que lo hicieron sin la voz de Chick Hearn, que se encontraba en Fayetteville, Arkansas retransmitiendo un partido universitario de fútbol americano. Las inclemencias del tiempo hicieron que no pudiera coger el vuelo que le llevará a Las Vegas. Este era el 2º encuentro que se perdía desde 1961 y el último en los siguientes 36 años, para un total de 3.338 encuentros consecutivos narrando al servicio de Los Angeles Lakers.
En aquellos playoffs de 1965, Jerry West logró un hito al conseguir promediar 46.3 puntos por partido contra Baltimore, mejor marca de la historia.

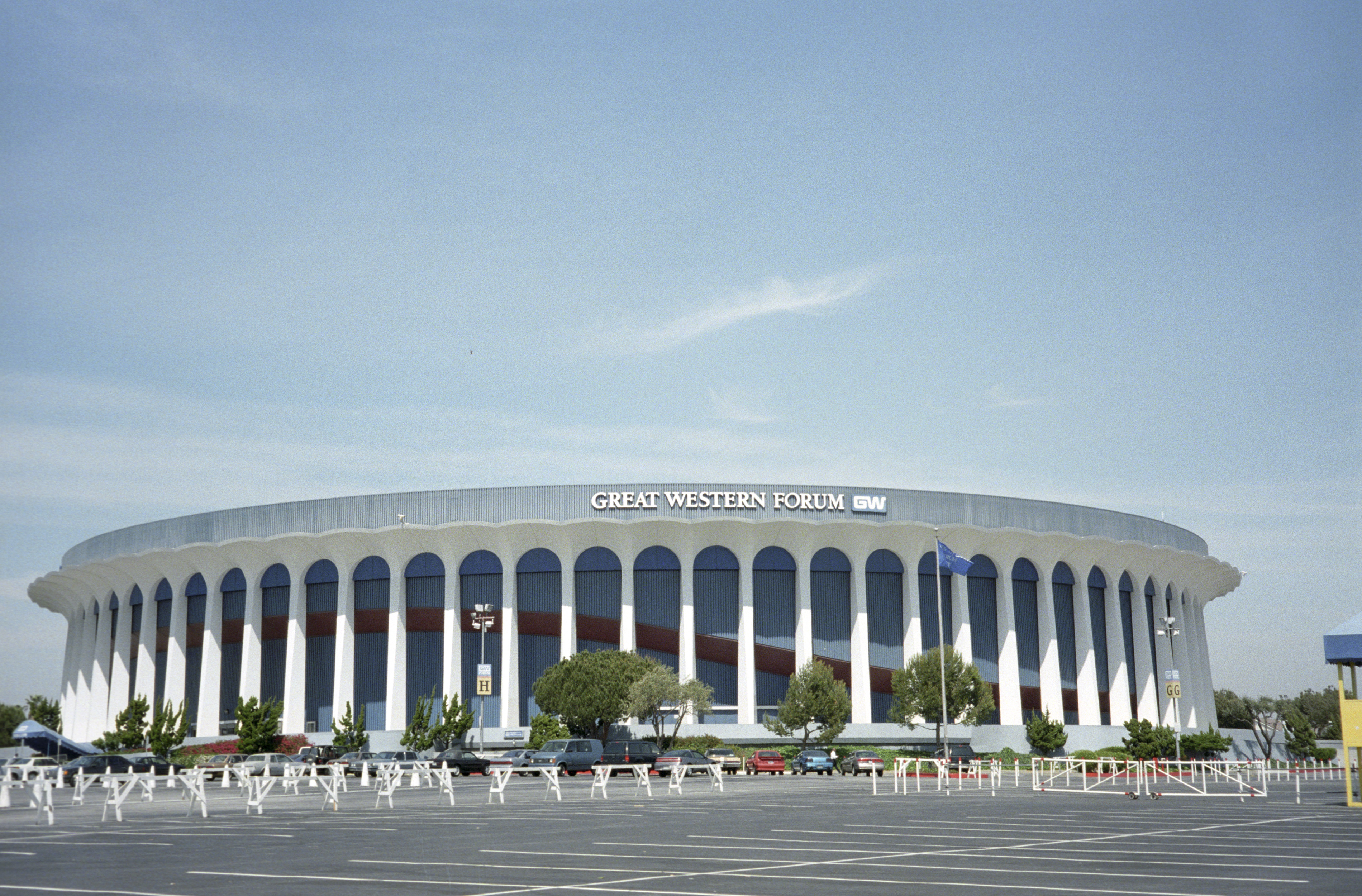
El equipo se mudó al Great Western Forum en 1967.

Los Angeles Lakers dejaron el Sports Arena y se mudaron al flamante Forum en 1967, con la llegada del nuevo entrenador Bill van Breda Kolff, quien se mantuvo hasta 1969, dos temporadas donde los angelinos llegaron a sendas finales con idéntica suerte, 4-3 para Boston.
Ya eran muchos años cayendo ante los todopoderosos Celtics, el actual equipo de Lakers había alcanzado su techo y no hallaron manera de detener a un hombre interior como Bill Russell. Sin embargo, Cooke dio una vuelta de tuerca al equipo con un traspaso que abrió cabida a la esperanza. El 4 veces MVP, Wilt Chamberlain llegó a Los Angeles Lakers, formando con Baylor y West una de las más prolíficas máquinas anotadoras de baloncesto de todos los tiempos. Pese a llegar con 32 años, había promediado en la 1967-68 la escandalosa cifra de 24.3 puntos, 23.8 rebotes y 8.6 asistencias.
Goodrich, una de las claves de estos Lakers, se marchó a Phoenix Suns debido al draft de expansión de esa temporada.
En aquella temporada, tras pasar por encima de San Francisco y Atlanta, Los Angeles parecían capacitados para ganar su primer título de la década. Llegaron a marchar 2-0 (primera vez que los Lakers se ponían con ventaja en una final frente a Boston) pero nuevamente los Celtics demostraron su superioridad dando la vuelta al resultado y llevándose el título tras siete partidos.
En 1969 se sucedería un hecho sin precedentes y del que todavía no se volvió a repetir nada similar en la NBA. Jerry West fue nombrado MVP de las finales pese a que los Lakers perdieron nuevamente frente a los Celtics por 4-3, convirtiéndose en el único jugador en lograr este galardón sin haber ganado el anillo. En aquella campaña Chamberlain se convirtió en el único jugador capaz de taponar uno de los míticos "sky-hook" (ganchos) de un entonces joven Kareem Abdul-Jabbar.
Aun así, los Lakers de los 60' pasaron a la historia como uno de los mejores equipos de todos los tiempos pese a no haber conseguido un anillo de campeón.
Los Angeles todavía no terminaba de ver la luz a su proyecto, la llegada de Wilt Chamberlain no había dado el ansiado título y para más inri la plantilla, muy veterana, comenzó a sufrir lesiones. Baylor y Chamberlain pasaron por el quirófano y sólo West, mantuvo su nivel anotador, con una media de 31.2 puntos (líder de la liga) de media en la 1969-70. Con un balance de 46-36 llegaron a los playoffs, donde tras superar a Phoenix y Atlanta, en las finales volvieron a caer derrotados por 4-3 (Chamberlain logró 45 puntos y 27 rebotes, y Jerry West 31 puntos y 13 asistencias en el 6º partido de la final), ante New York Knicks, que contaban en sus filas con una dupla demoledora, Willis Reed y Walt Frazier. Ambos equipos disputaron una difícil y competitiva serie, pero en el quinto partido Willis Reed sufrió una seria lesión de rodilla. Los Knicks ganaron ese encuentro, pero en el siguiente fueron destrozados por el juego ofensivo de Wilt Chamberlain, y todo parecía indicar que jugarían el séptimo y definitivo partido sin su pívot titular. Sin embargo, Reed, cojeando, le ganó el salto inicial a Chamberlain y anotó los cuatro primeros puntos de su equipo, llevando a su equipo a uno de los partidos de playoffs de desempate más famosos de todos los tiempos. Aunque Reed solo pudo jugar una pequeña parte del partido, y cuando lo hizo realmente le costaba moverse, Chamberlain anotó solamente 21 puntos (cuando esa temporada su promedio era de 27.3) en 16 tiros, muchos para un séptimo partido de unas Finales. Además, en la línea de tiros libres firmó un triste 1/11, quizás su peor partido jamás visto en esta faceta. Los Knicks se hacían así con su primer campeonato.

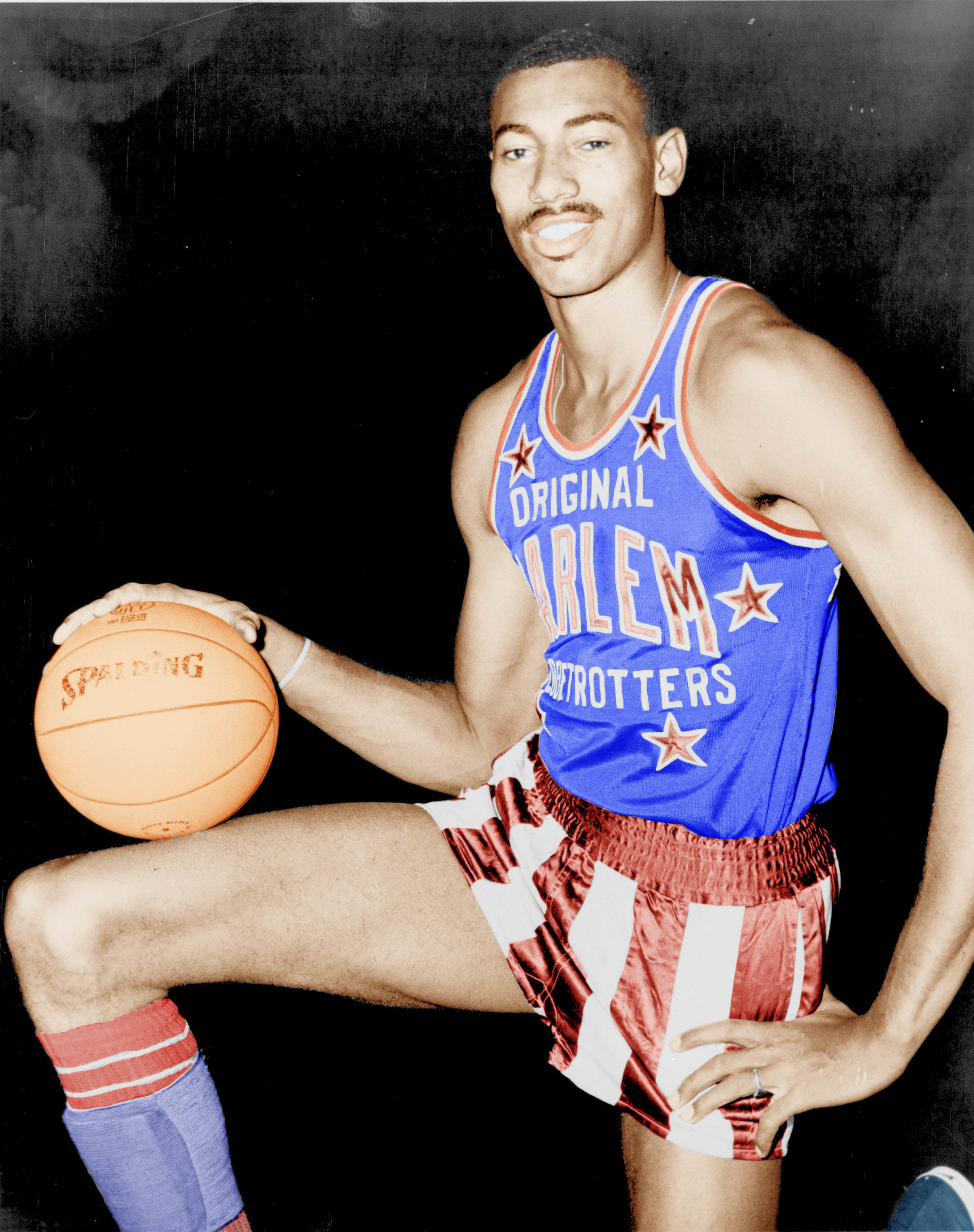
Wilt Chamberlain militó 5 años en los Lakers, ganando el anillo de 1972.

Los Lakers comenzaron en la 1970-71 con su enésimo proyecto. Chamberlain (que promedió 20.7 puntos, y lideró la liga con 18.2 rebotes) consiguió superar sus problemas físicos, pero no Baylor, que se pasó el año en blanco (solo disputó 2 partidos). West seguía manteniendo mantenía su poder anotador (26.9 puntos). El equipo, bajo la dirección de Joe Mullaney, recibió las incorporaciones de Happy Hairston (18.6 puntos), Pat Riley, el novato Jim McMillian y el más importante, el regreso de Gail Goodrich.
Pero la historia volvía a repetirse en Playoffs, en esta ocasión es Milwaukee Bucks los que ejercen de verdugo en las finales de conferencia. Lew Alcindor, que se había incorporado al equipo un año antes procedente de UCLA, superó a los pívots de los Lakers.
La 1971-72 fue una campaña histórica para Los Angeles, la franquicia batió su récord de victorias, 69 (récord solo superado en la 1995-96 por Chicago Bulls), incluyendo la mítica racha de 33 victorias consecutivas, la más larga en la historia del deporte americano profesional. Pusieron la guinda con el primer título en Los Angeles, un campeonato que los Lakers no ganaban desde 1954.
La temporada comenzó con la llegada del antiguo jugador de los Celtics Bill Sharman como entrenador. Sharman explotó todas las cualidades defensivas de Chamberlain. Este experimento resultó ser muy exitoso, siendo Wilt elegido en el mejor quinteto defensivo de la temporada por primera vez en su carrera.
Gail fue el máximo anotador del equipo con 25.9 puntos. Por fin, Chamberlain y West ganarían su primer y único título con los Lakers, en la primera temporada sin Baylor. Se vengaron, primero de Milwaukee y Jabbar venciendo en las finales del oeste por 4-2, y después, en la final de la NBA, de los Knicks. Estos Lakers también incluía a los aleros Jim McMillian, un anotador, y al especialista reboteador y defensivo Happy Hairston. En las series ante los Knicks, Wilt promedió 19.2 puntos por partido, siendo elegido MVP de las Finales, principalmente por su increíble aportación en el rebote. En el partido final anotó 23 puntos y recogió 29 rebotes, a pesar de tener dañada su muñeca derecha. Durante la serie promedió 23.2 rebotes por encuentro, a la edad de 36.
El equipo lideró la liga en puntos, rebotes y asistencias, y Bill Sharman fue nombrado entrenador del año.
Al año siguiente, la que sería su última temporada como jugador profesional con 37 años, Chamberlain todavía lideraba la liga en rebotes con un promedio de 18.6, mientras firmaba un récord NBA gracias a su 72.7% en tiros de campo.
Jerry West pondría fin a su carrera tras la 1973-74, temporada donde no pasaron de 1ª ronda, después de caer ante los Bucks. Un año después, ya sin "Mr. Logo", ni siquiera se clasificarían para playoffs, por primera vez en 17 años.

## 1975-1979: La llegada de Kareem Abdul-Jabbar

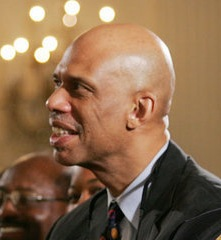
Kareem Abdul-Jabbar jugó en los Lakers durante 14 temporadas.

Lew Alcindor, ya conocido como Kareem Abdul-Jabbar, llegó a los Lakers procedente de Milwaukee Bucks a cambio de Elmore Smith, Brian Winters, Dave Meyers y Junior Bridgeman. En su primer año en California consiguió su cuarto MVP de la Temporada, pero el equipo fracasó un año más en playoffs cayendo eliminados en Semifinales de Conferencia ante los Portland Trail Blazers de Bill Walton, posteriormente campeón de la NBA.
El 9 de diciembre de 1977 se presenció uno de los momentos más desagradables de la historia del deporte profesional. El futuro entrenador de los Lakers Rudy Tomjanovich, por entonces en Houston Rockets, corrió a través de la cancha para intentar detener la pelea entre Kermit Washington, de los Lakers, y Kevin Kunnert, de los Rockets. Washington vio por el rabillo del ojo que un jugador del equipo contrario se precipitaba hacia él. Instintivamente, pensando que iba a ser atacado, Washington se giró e impactó en la cara de Tomjanovich un fuerte puñetazo que le mandó directamente al suelo inconsciente, llegándose incluso a temer por la carrera profesional del jugador de los Rockets.
El golpe recibido por Tomjanovich fue tan fuerte que dijo que su primer pensamiento tras despertarse fue que se había caído el marcador del techo del pabellón sobre él. El puñetazo había fracturado su cráneo y casi terminó con su carrera. Tomjanovich estuvo inactivo durante el resto de la temporada, siendo necesaria una cirugía reconstructiva para reparar su mandíbula, ojo y mejilla. Algunos de los que estuvieron presentes en el momento del ataque temieron literalmente por la vida del jugador.
Washington recibió un castigo de 60 partidos de suspensión y una multa, siendo uno de los incidentes más oscuros de la historia de los Lakers. Debido a la baja de Tomjanovich, en la siguiente temporada los Rockets pasaron de ser un equipo de Finales de Conferencia a ser el peor de la liga con un balance de 28-54. Tomjanovich pasó cinco meses de rehabilitación para posteriormente volver a ser un jugador All-Star.
La temporada del incidente, la 1977-78, fue otra decepción para los Lakers, que finalizaron la temporada regular con un récord de 45-37 y cayendo en primera ronda de playoffs ante Seattle SuperSonics. Abdul-Jabbar tuvo que estar dos meses en el dique seco ya que se rompió la mano en una pelea con Kent Benson en el primer encuentro de la campaña. En la siguiente temporada la mejoría fue mínima, ganando dos partidos más que el año anterior y siendo eliminados de nuevo por los Sonics, esta vez en Semifinales de Conferencia por 4-1.

## 1979-1991: Magic Johnson y el«Showtime»

### 1979-1983: Finales contra los 76ers
Los Lakers comenzaron la planificación de la temporada 1979-80 con el pie derecho, la fortuna quiso que consiguieran el n.º 1 en el draft, una opción de primera ronda procedente del traspaso en 1976 de Gail Goodrich a New Orleans Jazz. El elegido fue Earvin Magic Johnson, procedente de Michigan State. Además, Larry Bird fue elegido en ese mismo draft por Boston Celtics, llevando así a la NBA una rivalidad que nació en la NCAA.
Magic no fue la única incorporación importante, ya que Lakers cambió de dueño al hacerse con la franquicia Jerry Buss. Larry Bird, su gran rival universitario, fue a los Celtics, renanciendo así la gran rivalidad que ambos equipos tuvieron en la década de los 60.
La otra novedad reseñable se dio en los banquillos, donde Jack McKinney se convirtió en el nuevo entrenador. También llegaron Spencer Haywood (a cambio de Adrian Dantley), y Jim Chones. Sin embargo, McKinney no duró más que 14 partidos, debido a un accidente de bicicleta que le obligó a dejar el banquillo. El interino Paul Westhead tomó el relevo, permaneciendo hasta final de temporada al ver la gravedad del asunto de McKinney.
Magic Johnson cogió la batuta de un equipo comandado por Kareem Abdul-Jabbar, quien en un fantástico año logró su sexto MVP. Los Angeles finalizó con un récord de 62-20. Pero a pesar del MVP de Jabbar el gran protagonista de la temporada fue Magic, que tras un año dorado puso la guinda con el anillo de campeón en un 6º encuentro antológico. En la final esperaban los Sixers de Julius Erving, previamente Los Angeles se habían despachado con total facilidad de Phoenix y Seattle por sendos 4-1. Llegado al 6º partido y con 3-2 para Lakers, Jabbar (dominandor hasta entonces de la final con 34 puntos de media) no pudo jugar por culpa del tobillo.Westhead, lejos de recurrir al banquillo para solventar el problema, colocó a Magic Johnson en el puesto de pívot. La respuesta de Magic fue contundente: 42 puntos, 15 rebotes y 7 asistencias para ganar el partido, su primer título de la NBA y el primer MVP de las finales. "Sabemos que estas postrado, "Big Fellow ", pero queremos que esta noche te levantes y te pongas a bailar", dijo Magic ante los micrófonos de la televisión después del partido, dirigiéndose a Abdul-Jabbar. Había nacido una estrella, para muchos, el mejor jugador de la historia del baloncesto, y sobre todo, una era, gloriosa para la NBA y para los Lakers en particular.

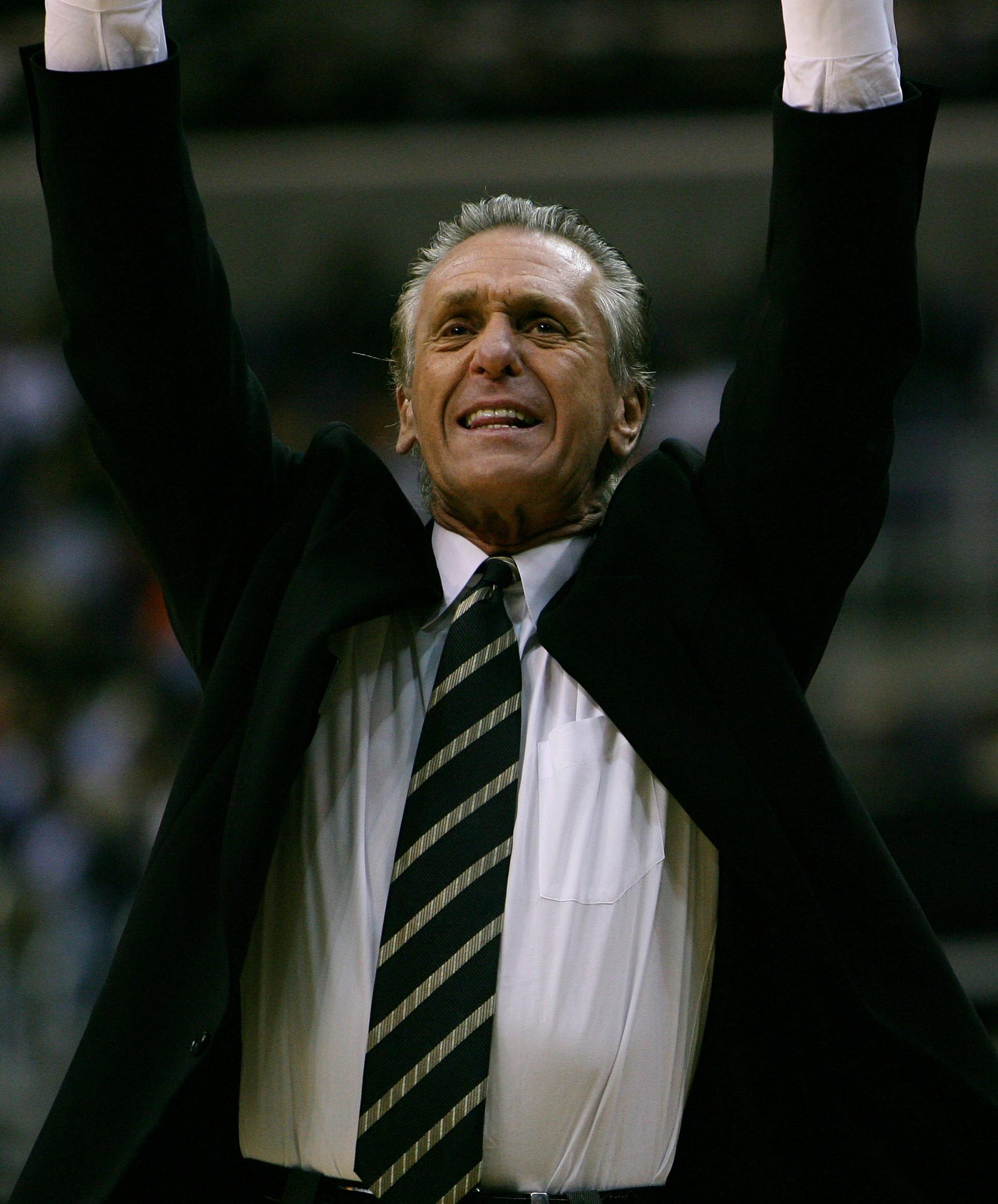
Pat Riley dirigió a los Lakers a cinco campeonatos.

Sin embargo, un año después el equipo cayó sorprendentemente en 1ª ronda ante Houston Rockets, que acabaron en 6º lugar del oeste, último que daba el pase a playoffs.
El clima que vívia el vestuario provocó la sustitución de Paul Westhead al undécimo partido de la 1981-82. Muchos culparon a Magic de esa decisión. Para sustituirle llegó Pat Riley que estaba ejerciendo de comentarista de los Lakers. Con Riley de entrenador los Lakers comenzaron a desplegar un juego vistoso, alegre, apostando por el espectáculo, basado en un ataque rápido comandado por Magic Johnson.
Tras el varapalo de la temporada pasada, Los Angeles Lakers se reencontró de nuevo con el anillo de campeón y con el mismo protagonista, Magic Johnson, quien se volvió a alzar con el MVP de las finales.
Los Lakers bailaba al son que imponía Magic, pero con dos escuderos de auténtico lujo, James Worthy y Kareem Abdul Jabbar (rindiendo hasta los 41 años). Byron Scott, Michael Cooper, Kurt Rambis, Jamaal Wilkes o A.C. Green (estos dos últimos sin llegar a coincidir) formaban una nómina de excelentes jugadores que daban al resto del conjunto un acabado perfecto diseñado por Pat Riley. Los Angeles fueron claros dominadores del Oeste durante la década de los 80', logrando pasar de las 60 victorias en 6 temporadas, alcanzó 8 finales y logró 5 anillos de campeón.

### 1983-1987: Rivalidad con los Celtics de Larry Bird
Celtics y Lakers se vieron las caras en 3 finales. La primera de ellas fue en la temporada 1983-84, en la que Larry conseguía vengar el título de NCAA que se le resistió con Indiana State tras vencer Boston por 4-3. Aquella serie añadió un nuevo robo a la historia de este apartado que tanto a sonreído a Boston a lo largo de su historia. Al de Havlicek en 1965 ahora se unía el de Gerald Henderson (y más tarde el de Larry Bird en 1987) en el 2º partido de la final. Con 18 segundos para el final, Lakers mandaba en el electrónico 115-113 y tenía la posesión del balón.
Después del tiempo muerto, Worthy sacó, Magic recibió y devolvió a James, este envió la bola a Byron Scott pero Cedric estuvo lo suficientemente inteligente para telegrafiar el pase y anticiparse para robar y dejar una posterior bandeja. Partido a la prórroga y posterior triunfo verde por 124-121. Riley aclararía que la clave de la derrota estuvo ahí, en ese punto concreto. Los Angeles mandaban 1-0 y tenían el 2-0 en su mano, lo cual hubiera significado medio anillo para Lakers. Aun así Lakers siguió peleando, y del 1-2 favorable a los Celtics pasaron al 3-2 cuando el equipo parecía hundido. Sin embargo los de Bird volvieron a dar la vuelta a la serie y decidieron en el 7º y definitivo partido en el Boston Garden para apuntarse su 15º anillo.
El 5 de abril de 1984, Kareem, en su 15º temporada, superó a Wilt Chamberlain como máximo anotador de la historia de la NBA, con 31.419 puntos.
Un año después, en la 1984-85, protagonizarían el segundo enfrentamiento tras derrotar Boston a los Sixers y Lakers a los Nuggets. Kareem, con 38 años, se alzó como el jugador más veterano en conseguir ser MVP de la final.
El primer partido de la final Los Angeles salieron humillados del Garden, tras caer 148-114. Parish se comió a Jabbar en lo que se calificó como "Memorial Day Massacre". Esa paliza despertó el orgullo del mejor Abdul Jabbar, que pese a su edad, le devolvió la jugada a Parish con 30 puntos, 17 rebotes, 8 asistencias y 3 robos en la victoria 109-102 en el 2º encuentro.
En el tercero de la final, Lakers devolvió la paliza del primer envite con un abultado 136-111. Boston se apuntó el 4º y en el 5º volvió a emerger la figura del mejor Jabbar para aniquilar a Boston con 36 puntos (120-111). Los amarillos remataron la faena en el 6º y definitivo encuentro con la victoria 111-110. Los Lakers se sobrepusieron a la paliza del primer partido y al peso de la adversa historia, ganando la final en 6 encuentros y celebrando el título sobre el mítico parqué del Boston Garden con Kareem Abdul-Jabbar consiguiendo un MVP de las finales que no lograba desde 1971, aún con el nombre de Lew Alcindor.
En la 1985-86 de nada valieron las 62 victorias de la liga regular, ni los 11-1, 19-2 y 24-3, logrando el segundo mejor comienzo de temporada de la franquicia. Ganaron la Pacific Division con una diferencia de 22 partidos (récord de la historia) y Kareem batió los récords de partidos disputados y minutos jugados de la historia de la NBA.
Aquel año, las torres gemelas de Houston Rockets, Hakeem Olajuwon y Ralph Sampson, se encargaron de bajar a la tierra a Los Angeles. Esta vez Houston iba a ser el rival de Boston tras barrer a Los Angeles por un contundente 4-1. La canasta sobre la bocina de Ralph Sampson en el 5º partido dio el pase a los tejanos. Por primera vez en 5 años, los Lakers no iban a estar presentes en las finales.
La rivalidad volvió a cobrarse su tercer capítulo y tal vez el más recordado por los aficionados a la NBA en la 1986-87. Antes de la final, Lakers acumulaba un 11-1 en playoffs. Había superado con total comodidad a Denver, Golden State y Seattle.
Magic aprendió la lección de la temporada pasada y sus compañeros Kareem Abdul-Jabbar, Worthy, Scott y Magic estuvieron por encima de los 10 puntos de media. En esa magnífica temporada se alcanzó un récord de 65-17, y fue cuando el juego rápido y brillante que ejecutaron los Lakers acabó recibiendo el apelativo de "Showtime". Los Lakers fueron el mejor equipo de la liga en asistencias y ganaron a sus rivales con una diferencia de 9.3 puntos por partido. Magic Johnson (23.9 puntos y 12.2 asistencias de media) fue elegido MVP de la liga y de la final. Michael Cooper fue elegido mejor defensor de la liga.
En las finales de 1987, Magic Johnson y Larry Bird se volvieron a ver las caras en lo que fue su tercera y última final como rivales. El partido decisivo fue el cuarto, que se jugó en Boston con un final no apto para cardiacos. Además de sus asistencias habituales, Magic cosió a los Celtics desde la media distancia durante todo el encuentro. En el último minuto de partido, cuando quedaban escasos segundos para el final, Larry Bird metió un triple imposible que dejó el marcador 106-105 para Boston. A 5 segundos del final, tomó el balón en el costado izquierdo de la bombilla, con la mira en la canasta y marcado por Kevin McHale. Previo engaño a la izquierda, se fue hacia la derecha y le salieron al paso hasta tres hombres, Robert Parish, Larry Bird y el propio McHale. Magic parecía encerrado, pero en ese momento se sacó un maravilloso mini gancho desde el cielo (al que denominó junior sky-hook) con la mano derecha para ganar el partido. El silencio se apoderó del Garden. La locura se adueñó de Los Angeles cuando, en plena celebración, Pat Riley prometió: " Repetiremos la próxima temporada ", que antes nadie se había atrevido a decir. Y lo cumplió.
Los Lakers se llevaron la serie en 6 encuentros y Magic consiguió su tercer MVP de las finales. Al final del partido, Larry Bird declaró: "Siempre esperas perder con los Lakers por un gancho, pero nunca lo esperas de 'Magic' ". Desde entonces, los Celtics no volvieron a aparecer por una final de la NBA. 

### 1987-1991: El show se acaba
En 1988 los 'Bad Boys' de Detroit Pistons, liderados por Isiah Thomas, consiguieron al fin derrotar a los Celtics en las finales de la Conferencia Este. Los Lakers, una vez más, esperaban en la final. La serie fue muy dura y se llegó a un agónico 7º encuentro. Sin embargo el encuentro clave fue el 6º partido. Un partido que pasará a la historia por el récord que no solo que marcó Isiah Thomas sino en las condiciones en que lo hizo, 25 puntos medio cojo tras lesionarse en el tercer cuarto. Su esfuerzo no dio su fruto y Los Angeles venció 103-102 después de que Kareem Abdul Jabbar anotara dos tiros libres después de una muy discutida falta personal de Bill Laimbeer. 
El 7º también tuvo un final fatídico, faltando pocos segundos para el final, Bill Laimbeer puso a Detroit dos arriba merced a un triple, pero nada más sacar de fondo, el balón llegó a las manos de Magic que dio un pase de baseball que cruzó toda la cancha para caer en manos de A.C. Green, quien anotó una bandeja a placer. Detroit sacó rápidamente buscando a Isiah Thomas a quien Magic robó el balón conforme levantaba los brazos en señal de victoria y el público del Forum invadía la cancha celebrando el undécimo campeonato. Los Lakers conseguían ser el primer equipo en repetir título desde el año 1969.
La temporada 1988-89 (57-25) supuso la décima temporada consecutiva por encima de las 50 victorias. Fue un año emotivo para la franquicia, y en general para toda la NBA. El máximo anotador de todos los tiempos, Kareem Abdul-Jabbar anunciaba su retirada a los 42 años. Como reconocimiento, el pívot de Los Angeles Lakers fue homenajeado en todas las canchas. Festejos al margen, Los Angeles completó otro gran año con el título de la Conferencia Oeste. Magic fue elegido MVP de la liga por segunda vez en su carrera. No perdieron un solo encuentro en los Playoffs hasta las finales, pero allí, pesaron demasiado las lesiones de Magic Johnson y Byron Scott ante unos Pistons que vencieron por 4-0. Tras la derrota en las Finales de 1989 ante Detroit Pistons y la recogida de Magic Johnson del segundo MVP de la Temporada en su carrera, Abdul-Jabbar anunció su retirada del baloncesto profesional con 41 años después de 20 años en la NBA. Los Pistons apearon a los Lakers en cuatro partidos en las Finales, fácil victoria ante un equipo castigado por las lesiones de Johnson y Byron Scott.
Jerry Buss, Jerry West y Pat Riley vieron la necesidad de reconstruir el equipo. De este modo se ponía fin a la década más exitosa de la historia de la franquicia.
Los Lakers parecieron adaptarse bien a la ausencia de Jabbar. El joven Vlade Divac ocupó su puesto como pívot titular, ayudando a los Lakers a ganar 63 partidos en la temporada 1989-90 y su noveno título de división consecutivo, siendo además Johnson nombrado de nuevo MVP. Sin embargo, en playoffs fueron eliminados sorprendentemente por Phoenix Suns en Semifinales de Conferencia por 4-1. Pat Riley decidió abandonar el banquillo y fue reemplazado por Mike Dunleavy. Michael Cooper, otro de los grandes de los años del Showtime, también se retiró.
En la siguiente temporada, Johnson se convirtió en el líder histórico en asistencias de todos los tiempos de la NBA, superando a Oscar Robertson. La nueva filosofía de Dunleavy incorporó un estilo lento y deliberado, en vez del juego rápido y espectacular que practicaban con Riley. Tras un flojo comienzo, los Lakers finalizaron la temporada regular con un récord de 58-24, eliminando en las Finales de Conferencia a Portland Trail Blazers por 4-2 y regresando a las Finales de la NBA. Desgraciadamente para los Lakers, se toparon con los Chicago Bulls de Michael Jordan y Phil Jackson, que comenzaban su nuevo reinado en la liga, y cayeron en cinco partidos.
El 7 de noviembre de 1991, Magic Johnson conmocionó al mundo anunciando que era portador del virus VIH y que se retiraba inmediatamente. A pesar de su retiro, fue seleccionado para disputar el All-Star Game de 1992, donde fue nombrado MVP del partido.

## 1991-1996: Después del Showtime

### 1992-95: La época oscura
Los Lakers de la temporada 1991-92 sufrieron numerosas lesiones de jugadores clave, aparte del duro palo recibido por la retirada de Johnson. A pesar de todo, ganaron 43 partidos y entraron en playoffs por 16.ª vez consecutiva, por entonces récord en la NBA. En postemporada y sin los lesionados James Worthy y Sam Perkins, los Lakers cayeron en primera ronda ante los Blazers. Durante esa serie, el equipo tuvo que jugar un partido como locales en Las Vegas debido a los disturbios de Los Ángeles.
Antes de la temporada 1992-93, Dunleavy decidió dejar el equipo para formar parte de la organización de Milwaukee Bucks. El asistente Randy Pfund fue su sustituto. Los Lakers firmaron un respetable 33-29 en los primeros 61 partidos sin contar con el lesionado Byron Scott. Perkins fue traspasado a Seattle Supersonics por Benoit Benjamin y los derechos del rookie Doug Christie. A partir del intercambio, los Lakers cerraron la temporada regular con un pobre 6-14, aunque suficiente para acceder a playoffs. El equipo sorprendió ganando los dos primeros partidos de la primera ronda a Phoenix Suns, incluyendo una actuación de 35 puntos del base Sedale Threatt en el primer encuentro. Sin embargo, los Lakers perdieron los tres siguientes, el quinto de la serie en la prórroga. 
Divac y el recién seleccionado en el draft Nick Van Exel lideraron al equipo en la siguiente temporada, pero fue insuficiente. Tras la pérdida de los veteranos Byron Scott y A.C. Green vía agente libre y con Worthy en el crepúsculo de su carrera, el equipo completó una decepcionante campaña con solamente 33 partidos ganados, quedando fuera de los puestos de playoffs por primera vez desde 1976. A finales de la temporada, Pfund fue despedido y Magic Johnson le reemplazó, debutando en los banquillos. Johnson ganó sus cinco primeros partidos, pero cayó en los diez siguientes, siendo la racha de partidos perdidos consecutivos más larga de la historia de la franquicia. Al final de la campaña, Johnson abandonó el puesto y Del Harris fue nombrado nuevo entrenador de los Lakers.
En la temporada 1994-95, los Lakers fueron uno de los equipo más mejorados, firmando un balance de 48-34 y regresando a los playoffs. La gran mejora fue debida a varios factores, incluidos el entrenador Harris, el rendimiento del jugador de segundo año Van Exel, la madurez de hombres como Divac y Elden Campbell, el fichaje en pretemporada de Cedric Ceballos y la elección en el draft de Eddie Jones. Ceballos se convirtió en el primer jugador de la franquicia en 20 años en anotar 50 puntos en un partido. Los Lakers ganaron su primera serie de playoffs en la era post-Magic, batiendo a Seattle SuperSonics en cuatro partidos antes de caer ante San Antonio Spurs por 4-2. Harris fue nombrado Entrenador del Año y Jerry West Mejor Ejecutivo. Al final del curso, Worthy se retiró del baloncesto tras 12 años vistiendo la camiseta de los Lakers.
En la siguiente campaña y con el mismo bloque prácticamente, los Lakers ganaron 24 partidos en los primeros 42 de la temporada regular. El 30 de enero de 1996, Magic Johnson regresó a las canchas y firmó 19 puntos, 10 rebotes y 8 asistencias saliendo desde el banquillo como ala-pívot con Golden State Warriors como rival. Johnson, que contaba con 36 años, jugó a un gran nivel en sus primeras semanas de su retorno y ayudó al equipo a cosechar un balance de 29-11 con él en pista. Sin embargo, a medida que la temporada avanzaba comenzó a disminuir su rendimiento, aunque finalizó con promedios de 14.6 puntos, 6.9 asistencias y 5.7 rebotes por noche. El capitán Ceballos fue suspendido por el equipo, Van Exel fue castigado con 7 partidos por la NBA por empujar a un árbitro, e incluso Johnson fue expulsado de un partido a finales de temporada por golpear con el hombro al árbitro Scott Foster y fue sancionado con tres partidos de suspensión y una multa de 10 000 dólares. Posteriormente, el jugador se defendió diciendo que fue accidentalmente.
Los Lakers cayeron en primera ronda de playoffs en manos de Houston Rockets por 3-1, retirándose definitivamente Magic Johnson tras la eliminación.

## 1996-2016: La era de Kobe Bryant

### 1996-2004: Shaq y Kobe

#### 1996-1999: Aspirantes
Durante el verano de 1996, Jerry West logra el fichaje del pívot Shaquille O'Neal, que llegaba como agente libre procedente de Orlando Magic. Además, traspasaron a Divac a Charlotte Hornets por los derechos de un joven de 18 años llamado Kobe Bryant, a su vez, escogieron en el draft a otra futura leyenda de los Lakers: Derek Fisher. 
A lo largo de la temporada regular se traspasó a Cedric Ceballos a Phoenix Suns a cambio de Robert Horry, doble campeón de la NBA con los Rockets. A pesar de que O'Neal solo pudo jugar 51 partidos por culpa de las lesiones, los Lakers consiguieron 56 victorias y derrotaron a Portland Trail Blazers en primera ronda de playoffs. En Semifinales de Conferencia cayeron ante los Utah Jazz de John Stockton y Karl Malone por 4-1, a la postre finalistas de la NBA.
En la temporada 1997-98, los Lakers son el único equipo que no contienen en su plantilla un jugador por encima de los 30 años, por lo que la juventud y energía del equipo ayudó a conseguir el mejor inicio de temporada de la historia de la franquicia, con 11 victorias y un balance final de 61-21. Además, cuatro jugadores de los Lakers: O'Neal, Bryant, Van Exel y Jones, fueron escogidos para disputar el All-Star Game, algo que no ocurría desde 1983. O'Neal fue dominante, quedando segundo en anotación por detrás de Michael Jordan y liderando la liga en porcentaje de tiros de campo (58.4%). Los Lakers eliminaron una vez más a los Blazers en primera ronda de playoffs, y, en Semifinales de Conferencia a los Sonics por 4-1. Por segundo año consecutivo, serían los Jazz quienes apearon a los Lakers, esta vez por un sweep —4-0—.
En la siguiente campaña, debido a la huelga de jugadores y propietarios —el denominado lockout—, solo se disputaron 50 partidos de la temporada regular. Los californianos ganaron 31 de ellos, en un año repleto de cambios; Van Exel fue traspasado a Denver Nuggets, Del Harris fue reemplazado en el banquillo por Kurt Rambis, el anotador Glen Rice llegó al equipo a cambio de Eddie Jones y Elden Campbell, y el extravagante reboteador Dennis Rodman —ganador de tres campeonatos con los Bulls y dos con los Pistons— fichó por el equipo, pero fue despedido tras disputar solo 23 partidos. En primera ronda de playoffs eliminaron a los Rockets en cuatro partidos, pero en Semifinales de Conferencia los Spurs les dieron un recital venciéndoles por 4-0, a la postre los campeones de la liga. En esa serie, se jugaron los dos últimos partidos de playoffs en el mítico estadio del conjunto de oro y púrpura: el Great Western Forum.

#### 1999-2002:Three-peat
La temporada 1999-2000 fue el principio de una nueva era en la historia de los Lakers. El mánager Jerry West fue quien decidió contratar al legendario entrenador Phil Jackson, líder de los Chicago Bulls de Michael Jordan que habían ganado seis anillos en la década de los 90. Jackson llegaba para dar lustre a un equipo que estrenaba un nuevo pabellón: el Staples Center.
Tras una temporada regular brillante (67-15) en la que Shaquille O'Neal consiguió el MVP de la temporada y el MVP del All-Star Game, los Lakers llegaban a playoffs más fuertes que nunca en los últimos años. En primera ronda sufrieron para eliminar a Sacramento Kings (3-2), aunque en las Semifinales de Conferencia pudieron relajarse más tras eliminar a Phoenix Suns en cinco partidos. El problema llegaría en las Finales de Conferencia, una serie dura para el conjunto californiano.

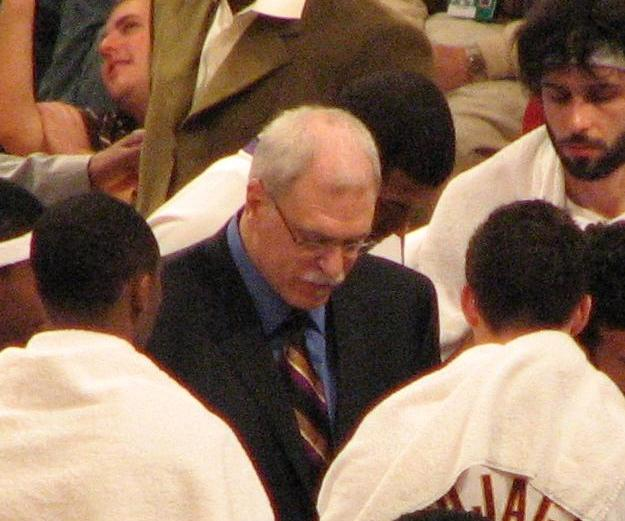
Con la llegada de Phil Jackson los Lakers ganaron tres anillos.

Los Lakers se complicaron las cosas en el último y definitivo 7º partido que les enfrentaba a Portland Trail Blazers, quienes llegaban de empatar un adverso 3-1 en la eliminatoria. La remontada de los de Oregón parecía gozar de más consistencia y realidad a medida que se avanzaba el partido, tanto, que se marcharon al último periodo con un favorable 71-58 que parecía definitivo. Todo se tornó en contra a raíz de un parcial de 15-0 a favor de los Lakers. 
El equipo remontó la mayor desventaja efectuada en el último cuarto en la historia de playoffs (13, superando el récord que ellos mismos ostentaban desde 1973 (6), compartido con los Warriors (1975) y los Bullets (1979)) para auparse a sus primeras Finales desde 1991 tras superar finalmente 89-84 merced a un 31-13 en el último y definitivo cuarto. 
Shaquille O'Neal hizo inútil las dobles y hasta triples defensas que recibió durante el encuentro, anotando 9 puntos en el último cuarto incluyendo un imponente alley-hoop para decidir el encuentro (85-79 con 40 segundos por jugar) y erigirse como decisivo en la remontada final. O'Neal, que hasta el final del tercer cuarto, estaba siendo anulado por la defensa de los Blazers, finalizaría con 18 puntos (8-12 desde la línea) y 9 rebotes, mientras que Kobe Bryant firmó 25 puntos, 11 rebotes, 7 asistencias y 4 tapones.
Tras eliminar a los Blazers, los Lakers se enfrentaron ante Indiana Pacers en las Finales de 2000, las primeras desde 1991. El equipo venció en seis partidos, ganando el primer anillo desde el año 1988. O’Neal fue nombrado con su primer MVP de las Finales, logrando su tercer MVP en esta temporada.
Con el bloque del año anterior (el único movimiento importante fue la baja de Glen Rice), los Lakers aspiraban a conseguir su segundo anillo consecutivo. A pesar de una temporada regular difícil debido a las lesiones de Derek Fisher, O’Neal y Bryant, el equipo ganó su segundo título de división consecutivo, robándoselo a Sacramento Kings en la última semana.

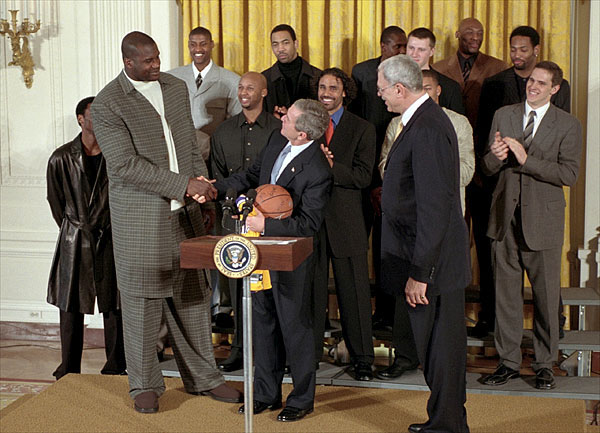
O'Neal y los Lakers en la Casa Blanca tras ganar el anillo de 2001

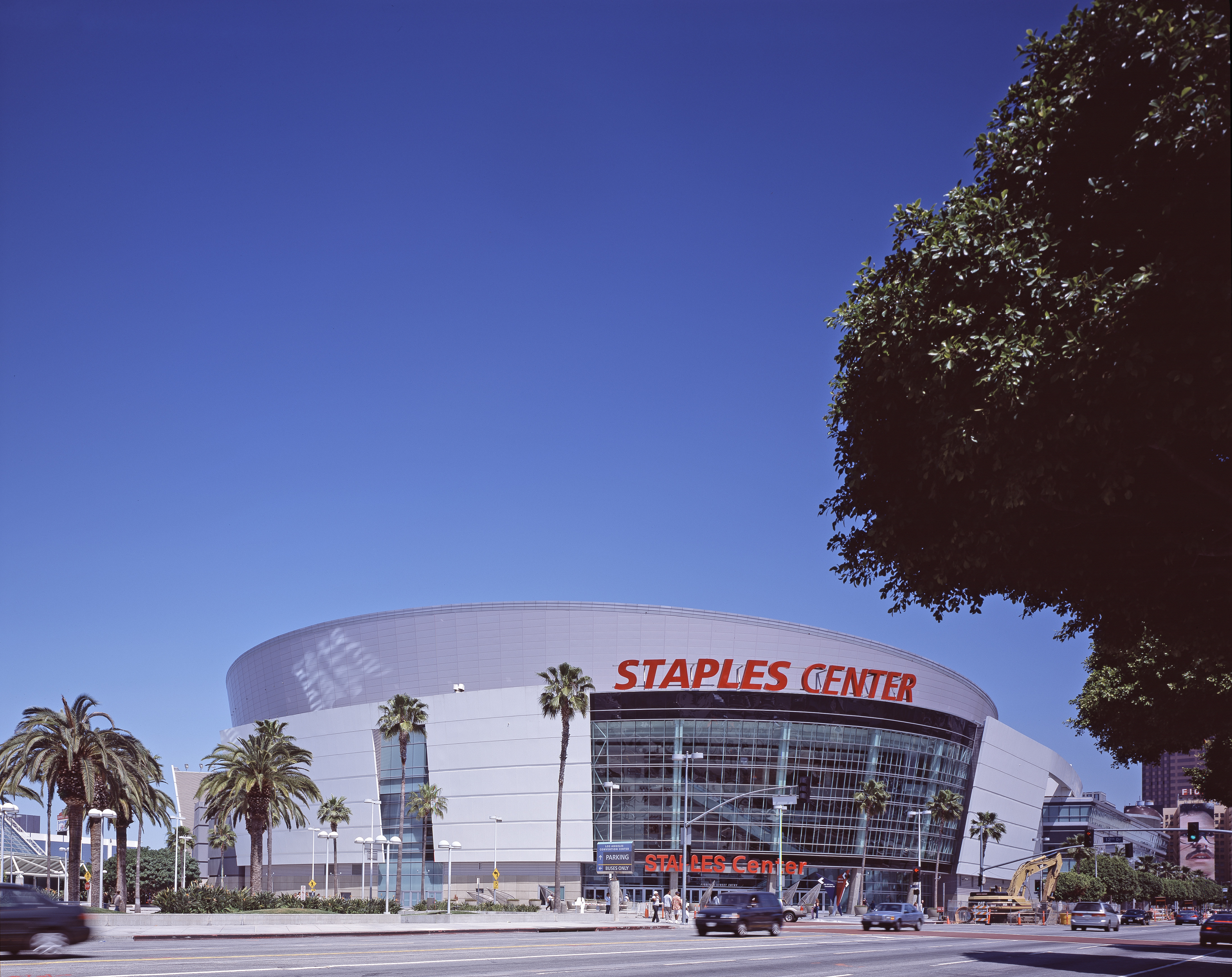
El Staples Center vivió momentos de gloria.

En playoffs, el equipo estuvo intratable. Eliminaron a Portland, Sacramento y San Antonio sin perder ningún partido, llegando en un estado de forma magnífico a las Finales de la NBA que le enfrentaban a los Philadelphia 76ers de Allen Iverson.

En el primer partido, los 76ers sorprendieron llevándose el triunfo en la prórroga, pero los Lakers encadenaron cuatro victorias consecutivas para llevarse el segundo anillo consecutivo a casa (lo que se conocía como back-to-back). Con promedios de 33.0 puntos y 15.8 rebotes por partido, O’Neal fue nombrado de nuevo MVP de las Finales.

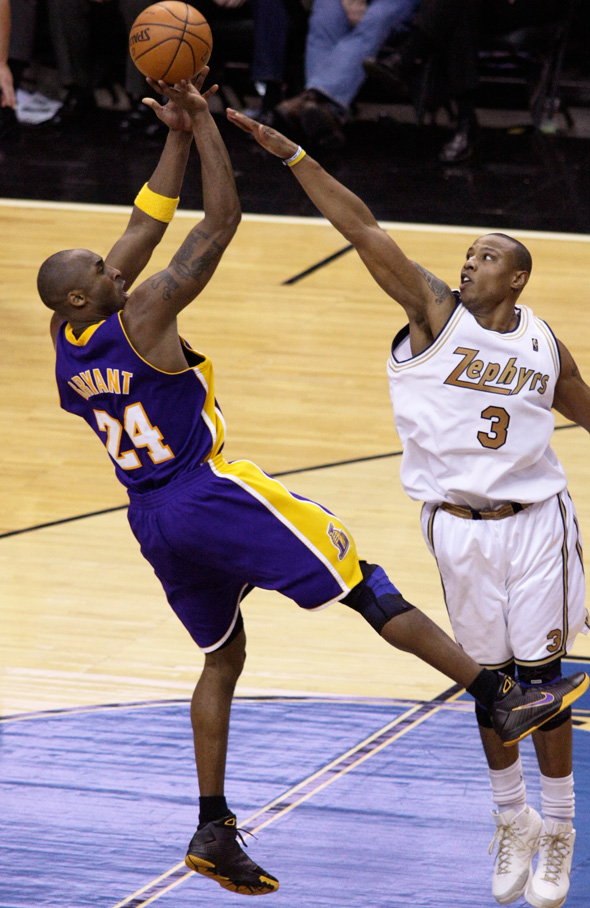
Junto con O'Neal, Kobe Bryant fue clave en los 3 anillos de los Lakers.

En la temporada 2001-02, los Lakers se convertían en el primer equipo en lograr 16 victorias en los primeros 17 partidos de la liga desde los Bulls de la 1996-97.
Secundarios como Ron Harper, Horace Grant, Tyronn Lue y Greg Foster, fueron reemplazados por Lindsey Hunter, Samaki Walker y Mitch Richmond. Tras un gran inicio de campaña, el equipo llegó al All-Star Weekend con un balance de 33-13. O’Neal, que había estado luchando contra una lesión del pie durante toda la temporada, regresó tras el All-Star y en sus tres primeras semanas de competición fue nombrado mejor jugador de la Conferencia Oeste en dos ocasiones. Los Lakers terminaron la temporada con un récord de 58-24, segundo mejor de la liga.
Los Lakers llegaron a los playoffs como el tercer mejor equipo del Oeste y se enfrentaron a los Blazers, eliminándoles por tercera vez consecutiva por 3-0. En Semifinales de Conferencia hicieron lo propio con los Spurs en cinco partidos para enfrentarse con los Kings en el duelo esperado del Oeste. Tras ir perdiendo 2-1 en la serie, el cuarto partido pudo sentenciar la eliminatoria y cambiar la historia de los Kings, pero Robert Horry salvó a los Lakers. Si bien primero, se encargó de eliminar a los Blazers con un triple victorioso, posteriormente se encargó de rematar a los Kings, dejando la impronta en el 4º encuentro con un triple sobre la bocina (100-99) para empatar la eliminatoria a dos. 
La suerte también jugó un papel preponderante, y es que después de que Los Angeles errara sendos tiros por arte de Bryant (falló una bandeja) y O'Neal (hizo lo mismo con el palmeo), la bola fue a parar a Divac, que dio origen a un error mandando el balón lejos de la canasta de los Kings, y que con tan mala fortuna tomó como destino Horry, quién encestó el triple que les daba el partido a los Lakers. En el quinto partido, una canasta de Mike Bibby in extremis devolvía la ilusión a los de Sacramento, durándoles poco ya que los dos siguientes encuentros fueron victorias de los Lakers, y con ello, su pase a las Finales.
En ellas se encontrarían con los New Jersey Nets de Jason Kidd, haciendo su primera aparición en unas Finales. Los californianos solventaron la eliminatoria por la vía rápida, barriendo a su rival (4-0) y consiguiendo el three-peat (tercer anillo consecutivo). O’Neal fue galardonado con su tercer y último MVP de las Finales, siendo con Jordan el único jugador en conseguirlo en tres ocasiones.

#### 2002-2004: Autodestrucción
Al inicio de la temporada 2002-03, O'Neal se perdió 12 partidos por lesión en el pie y el comienzo de campaña de los Lakers fue pobre. Llegadas las Navidades, el equipo llevaba un balance de 11-19, con Bryant realizando las mejores actuaciones de su carrera convirtiéndose en el jugador más joven de la historia de la NBA en llegar a los 10 000 puntos, consiguiendo el récord de más triples en un partido con 12 ante Seattle SuperSonics, más triples en una mitad (8) y más triples consecutivos anotados en un partido (9). También batió el récord de franquicia de más puntos en una mitad (42), anotó 40 o más puntos en 9 partidos consecutivos (junto con Wilt Chamberlain y Michael Jordan el único jugador capaz de hacerlo en la historia), anotó 35 puntos o más en 13 partidos consecutivos (solo Chamberlain), se convirtió en el tercer jugador capaz de promediar 40 puntos por partido en un mes de competición y en el primer laker en firmar un triple-doble de manera consecutiva tras Magic Johnson en 1991.

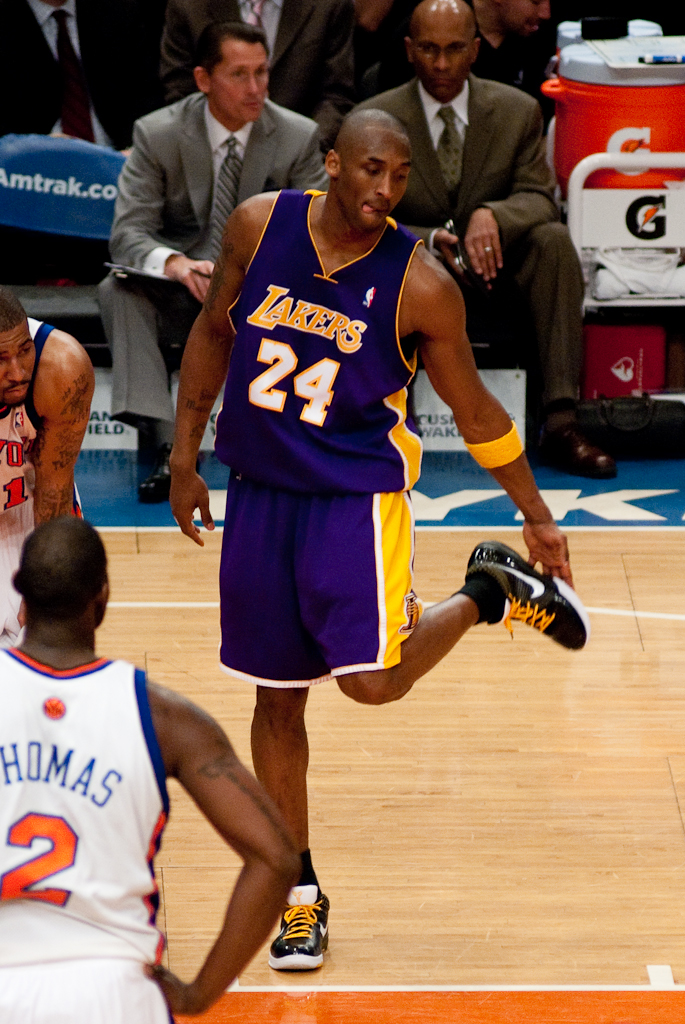
Kobe Bryant en un partido ante New York Knicks.

Los Lakers finalizaron la temporada regular con un balance de 50-32, su 26ª temporada por encima de las 50 victorias desde que el equipo se trasladó a Los Ángeles. En primera ronda de playoffs, eliminaron con facilidad a Minnesota Timberwolves, pero en Semifinales de Conferencia tuvieron que enfrentarse a San Antonio Spurs. Tras un 4-2 a favor de los Spurs, terminaron los sueños de los Lakers de cosechar el cuarto anillo consecutivo.
Debido a la eliminación, la franquicia decidió fichar a los veteranos agentes libres Karl Malone y Gary Payton, comenzando la temporada 2003-04 ganando 20 de los primeros 25 partidos en la época en la que Malone se convirtió en el jugador de mayor edad de la historia de la NBA en conseguir un triple-doble. Pero después de que Malone se lesionara la rodilla y O'Neal y Bryant sufrieran otras lesiones de menor importancia, Payton se vio obligado a liderar a un joven equipo con un sistema ofensivo con el que no estaba especialmente familiarizado. Extradeportivamente, Bryant fue acusado de agresión sexual y comenzaron los primeros roces entre O'Neal y Bryant.
El equipo cerró la temporada con 14 triunfos en 17 partidos y ganó el título de División Pacífico gracias a dos triples sobre la bocina ante los Blazers, uno de ellos para forzar la prórroga y otro para ganar el partido en la segunda prórroga. Sin Horry en playoffs, Derek Fisher salvó al equipo en el quinto duelo de las Semifinales de Conferencia ante los Spurs anotando una canasta a falta de 0.4 segundos que daba el partido a los californianos. Posteriormente, los Lakers eliminarían a los propios Spurs y a Minnesota Timberwolves para acceder a las Finales de la NBA. En ellas se encontraron a Detroit Pistons, decepcionando y perdiendo el campeonato en cinco partidos, el segundo traducido en triunfo para los Lakers gracias a un triple final de Bryant que enviaba el partido a la prórroga.
2004 fue el año del ocaso de la dinastía que los Lakers habían instaurado en la NBA desde 1999. La sorpresiva derrota ante Detroit en las Finales de la NBA dejó al descubierto los enormes problemas surgidos dentro del vestuario del equipo de Los Ángeles. Pocos días después de las Finales, los Lakers anunciaban la marcha del legendario Phil Jackson como entrenador; Jackson pretendía que los Lakers doblaran su salario, y, además, fuentes afirmaron que Jackson no deseaba que Bryant siguiera en el equipo. Por otro lado, se afirmó que Jerry Buss se alineó con Bryant en sus deseos de que ni Jackson ni O'Neal continuaran en la franquicia.
Otro problema distinto era la situación de los grandes estrellas del equipo: Kobe y Shaq. El pívot estrella de los Lakers había recibido críticas por parte del asistente Tex Winter, quien criticó el desempeño de O'Neal en las Finales calificándolo de «demasiado pasivo». O'Neal también se sintió descontento con las declaraciones del mánager general de los Lakers, Mitch Kupchak, sobre su futuro en el equipo. O'Neal no estaba contento con la gerencia ni con la marcha de Phil Jackson, sintiendo que la franquicia se estaba plegando a los deseos de Kobe Bryant, con quien mantenía una relación distante desde hacía tiempo. Por su parte, Kobe Bryant se convertía en agente libre, de manera que el equipo corría el riesgo de quedarse sin su entrenador y sin sus dos principales jugadores. Finalmente, Shaquille demandó ser traspasado, siendo enviado a Miami Heat a cambio de Caron Butler, Lamar Odom, Brian Grant y una primera ronda de draft. Payton y Malone, los otros dos integrantes del Big Four de los Lakers, también se marcharon..

### 2004-2007: Travesía por el desierto

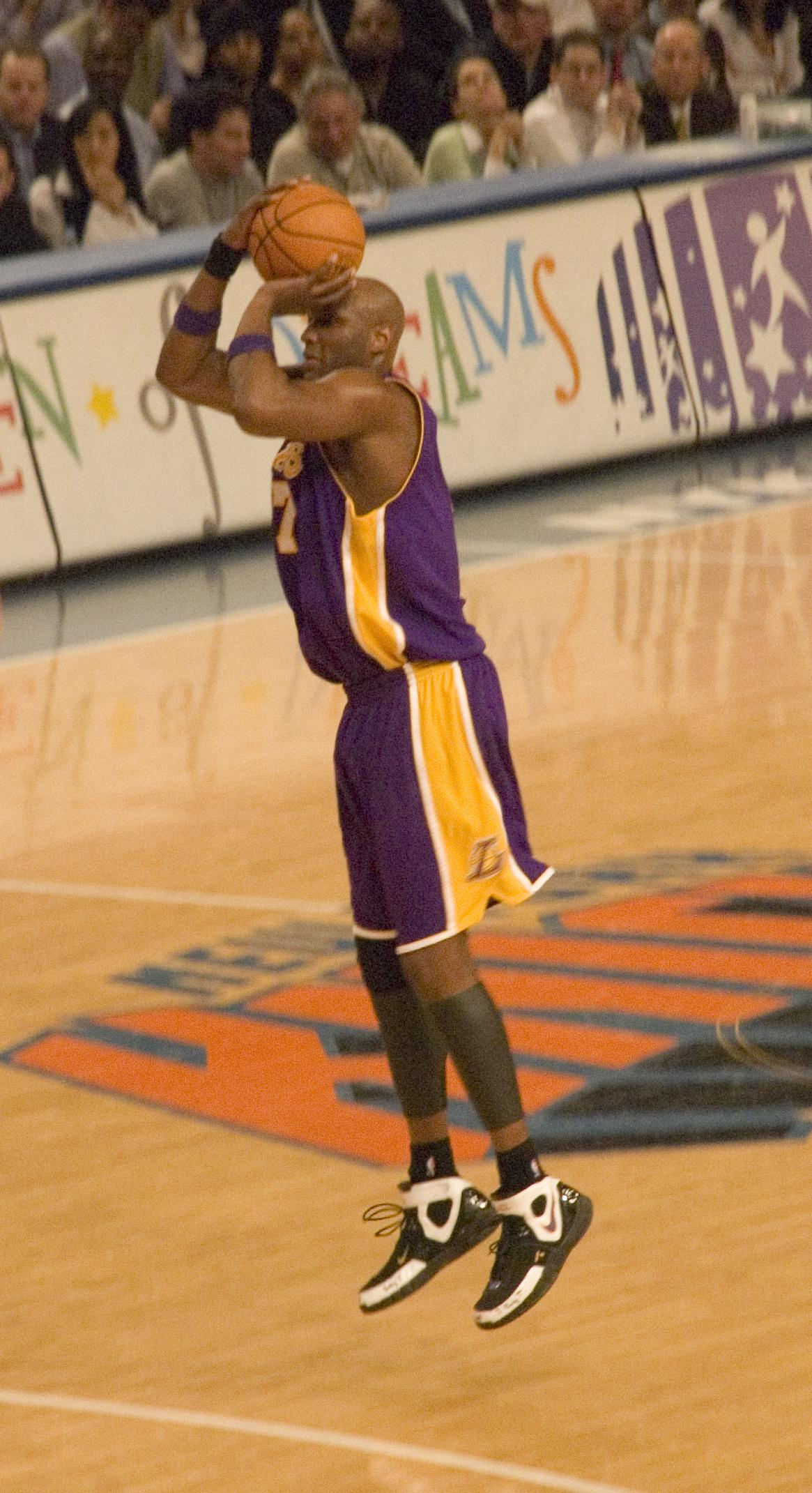
Lamar Odom fue traspasado a los Lakers en 2004.

Pese a estar muy cerca de firmar por Los Angeles Clippers, al día siguiente del traspaso de O'Neal, los Lakers anunciaban la renovación de Kobe por siete años a razón de 136 millones de dólares. Pese a afirmar que no había tenido nada que ver en las marchas de Jackson y O'Neal, lo cierto es que la imagen de Kobe fue la de una estrella que decidía quiénes permanecían en el equipo y quiénes no, por lo cual la prensa le criticó al considerar que poseía un «excesivo peso» en la franquicia.
Rudy Tomjanovich ejerció como nuevo entrenador del equipo. A pesar de todos los movimientos de pretemporada y de los focos puestos en la nueva etapa liderada en solitario por Kobe Bryant, los Lakers firmaron un gran inicio de campaña, con un balance de 24-19. Por desgracia para el equipo, Tomjanovich tuvo que dejar vacante su puesto por cuestiones de salud. Los Lakers notaron la ausencia de Tomjanovich, lo que sumado a las lesiones al final de temporada de Kobe y de Lamar Odom, causaron que perdieran los últimos 19 de los 21 encuentros, finalizando con un balance negativo de 34-48 y perdiéndose los playoffs por primera vez en once años. A pesar de todo, Bryant continuó batiendo récords, convirtiéndose en el jugador más joven de la historia en llegar a los 14.000 puntos y batiendo el récord de la franquicia de más tiros libres consecutivos anotados —43—. 
La temporada 2005-06 marcó el regreso de Phil Jackson al banquillo de los Lakers. A pesar de que Bryant en principio deseó la marcha de Jackson y que éste criticó al jugador públicamente, Bryant dio la bienvenida al retorno de Jackson. Los Lakers adquirieron a Kwame Brown procedente de Washington Wizards a cambio de Caron Butler y de Chucky Atkins, a la vez que draftearon al pívot Andrew Bynum, quien se convertiría en una de las principales piezas de los futuros anillos de 2009 y 2010. Jackson pretendía recuperar a los Chicago Bulls de los años 90, emulando Kobe Bryant a Michael Jordan y Lamar Odom a Scottie Pippen.[cita requerida] Tras un inicio titubeante, los Lakers despegaron a partir de la mitad de la temporada y consiguieron regresar a los playoffs con un balance de 45-37, siendo derrotados por Phoenix Suns en siete partidos. Un acontecimiento histórico ocurrió el 22 de enero de 2006, cuando Bryant entró en la historia de la NBA al anotar 81 puntos en la victoria ante Toronto Raptors, siendo la segunda máxima anotación en un partido detrás de los 100 de Chamberlain en 1962.
Para la temporada 2006-07, los Lakers draftearon al base Jordan Farmar y lograron un inicio de temporada prometedor, hasta que las lesiones comenzaron a acuciar a jugadores como Lamar Odom o Kwame Brown. Kobe Bryant mantuvo un rendimiento excelente y lideró al equipo, de nuevo, a la clasificación de los playoffs con un balance de 42-40, pero volviendo a caer ante Phoenix Suns en primera ronda, esta vez en cinco partidos.
En el final de la temporada se observó cómo la continuidad de Bryant estaba en el candelero, pues la estrella de los Lakers demandó ser traspasado si no llegaban refuerzos. A su vez, se ganó los focos de la prensa por sus afirmaciones sobre compañeros de equipo como Andrew Bynum o Smush Parker o por sus críticas al mánager Mitch Kupchak. Para calmar los ánimos, los Lakers aseguraron el retorno de Derek Fisher, antiguo jugador clave en los anillos del threepeat. Los Lakers comenzaron también a tantear a los demás equipos en busca de una segunda estrella que acompañara a Kobe, interesándose por jugadores como Jermaine O'Neal o Kevin Garnett.

### 2007-2010: Retorno al éxito

#### 2007-2008: Pau Gasol cambia el rumbo

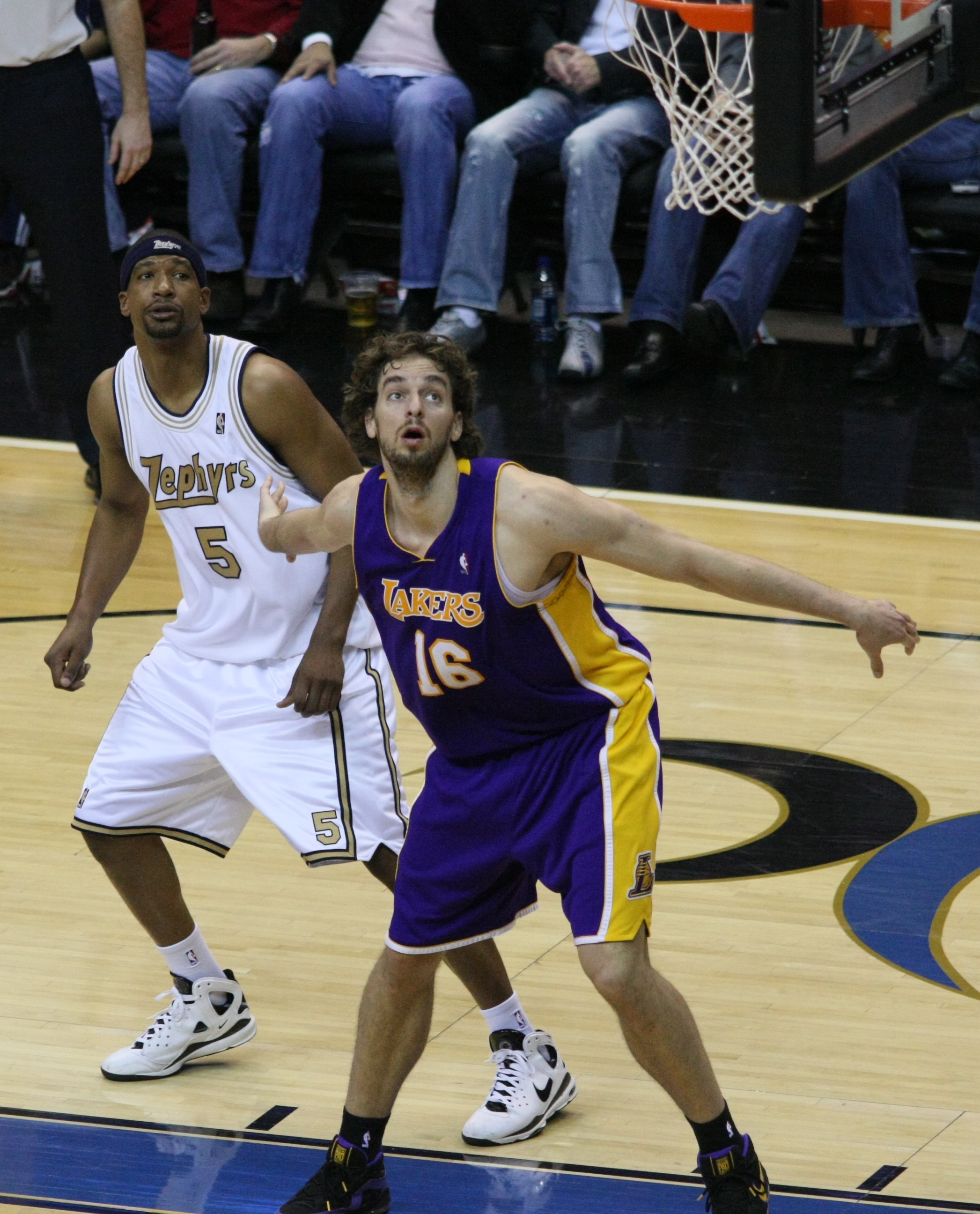
Pau Gasol llegó procedente de Memphis Grizzlies en febrero de 2008, convirtiéndose en la segunda espada en los anillos de 2009 y 2010

Los Lakers comenzaron la temporada 2007-08 sorprendentemente bien, con Bynum como pívot titular demostrando un gran nivel, sin embargo, una lesión del pívot en enero le obligó a permanecer fuera de las canchas durante el resto de la temporada.
Cuando parecía que la temporada iba abocada a ser un fracaso como la anterior, en febrero de 2008, los Lakers completaron un traspaso que les permitió dar el salto definitivo para convertirse en auténticos aspirantes al anillo. Mediante un traspaso con Memphis Grizzlies, los Lakers obtuvieron al ala-pívot español Pau Gasol a cambio de Kwame Brown, Javaris Crittenton, Aaron McKie, los derechos de draft de Marc Gasol —hermano menor del propio Pau— y las elecciones de primera ronda de 2008 y 2010. Analistas como Stephen A. Smith consideraron que, con este movimiento, los Lakers se convertían en favoritos al título concediendo poco por un jugador como Pau Gasol. Los medios también empezaron a hacerse eco de la pareja Gasol-Bynum, a los que señalaban como las «Nuevas Torres Gemelas», recordando a dúos de interiores como David Robinson y Tim Duncan.
Como se preveía, los Lakers armaron un equipo que dominó la Conferencia Oeste; con Derek Fisher, Kobe Bryant, Trevor Ariza, Pau Gasol y Andrew Bynum, con Lamar Odom actuando de sexto hombre, los Lakers finalizaron primeros de la Conferencia Oeste con un balance de 57-25. Con un Kobe Bryant que obtuvo el MVP de la Temporada 2007-08 de la NBA, los Lakers lograron realizar unos playoffs a un nivel espectacular; barriendo a Denver Nuggets en la primera ronda y venciendo en Semifinales de Conferencia a Utah Jazz por 4-2. Los angelinos alcanzaban las Finales de la NBA por primera vez desde 2004. Allí aguardaban los San Antonio Spurs de Gregg Popovich, vigentes campeones de la NBA, a los cuales vencieron por 4-1 después de una gran serie de Pau Gasol.
En las Finales de la NBA de 2008 se encontraban los dos equipos más ganadores de la historia de la competición, rememorando las añejas finales de los años 80: Los Angeles Lakers contra Boston Celtics, siendo las vigesimonovenas de la historia para los de California. La final se puso cuesta arriba para los angelinos después de que los Celtics vencieran en el TD Garden poniendo el 0-2. Los Lakers lograron ganar el tercer y el quinto encuentro, perdiendo el cuarto después de sufrir la mayor remontada en la historia de las Finales —24 puntos—. En el sexto partido, los Celtics vencieron por 92-131, poniendo el 2-4 definitivo para los de Massachussetts.

#### 2008-2010: Doblete
Los Lakers comenzaban la temporada 2008-09 con todos sus jugadores en activo, después de que Andrew Bynum se perdiera la mitad de la pasada temporada y con Kobe Bryant recuperándose de una lesión en su dedo meñique de la mano derecha. Respecto a las incorporaciones, los angelinos adquirieron a Josh Powell para reemplazar a Ronny Turiaf y enviaron al chino Sun Yue de vuelta a la liga de su país. Por otra parte, extendieron los contratos de Sasha Vujačić y del propio Bynum. Con la intención de ahorrar en salarios, enviaron a Vladimir Radmanović a Charlotte Bobcats a cambio de Adam Morrison y de Shannon Brown, y a Chris Mihm a Memphis Grizzlies.
La temporada se inició con siete victorias consecutivas por parte de los laguneros, igualando el récord de mejor inicio de la franquicia. Los Lakers alcanzaron un registro de 21-3, con jugadores como Kobe o Bynum realizando excelentes actuaciones. La lesión de Bynum en enero obligó a Jackson a reubicar a Pau Gasol como pívot y a colocar a Lamar Odom como ala-pívot titular. En febrero, Bryant realizó un partido espectacular ante los New York Knicks anotando 61 puntos para romper el récord de anotación en el Madison Square Garden que ostentaba Bernard King, siendo la actuación individual con mayor puntaje de la temporada 2008-09. Los Lakers se mantuvieron en la cima de la clasificación de la Conferencia Oeste durante casi toda la temporada, asegurando su posición en marzo de 2009 y finalizando con un balance de 65-17, solo superados por los Cleveland Cavaliers de LeBron James.
En los playoffs, los Lakers superaron a Utah Jazz en la primera ronda en cinco partidos, con la Mamba Negra anotando 38 puntos en el tercer partido de la serie. En Semifinales de Conferencia se enfrentarían a Houston Rockets; la serie pasó a la historia como una de las más duras y enconadas que se encontraron los Lakers de este período, con unos Rockets que empataron la serie 3-3 en un sexto partido que se convirtió en el más visto de la historia del canal ESPN. Tras poner el 4-3 en el último y definitivo partido en Los Ángeles, accedieron a las Finales de Conferencia, donde aguardaban los Denver Nuggets de Carmelo Anthony, a quienes habían barrido en los playoffs de la temporada anterior. Sin embargo, en esta ocasión, los Nuggets fueron un rival difícil para los laguneros, quienes les derrotarían 4-2, accediendo, por segundo año consecutivo, a las Finales de la NBA.
En las Finales de la NBA se encontraron con unos sorpresivos Orlando Magic, los cuales habían despachado a los vigentes campeones, Boston Celtics, en las Semifinales de Conferencia, y a Cleveland Cavaliers en las Finales, liderados por el pívot Dwight Howard. Los Lakers demostraron un dominio claro. Derrotaron a Orlando en el primer partido, con un Kobe Bryant yéndose hasta los 40 puntos para igualar los registros de jugadores como Shaquille O'Neal, Jerry West o Michael Jordan en unas Finales, y con un Howard completamente abrumado por la defensa de los angelinos. El segundo partido sería más igualado, con un Gasol que se destacó igualando el resultado para llegar a la prórroga y anotando los últimos puntos decisivos. Los Magic vencieron en el tercer partido en un gran partido de Dwight Howard y Rashard Lewis; sin embargo, los Lakers no volvieron a ceder ningún partido, venciendo en la prórroga en el cuarto partido. En el quinto y definitivo partido, los Lakers controlaron bien el paso del encuentro manteniendo una cómoda ventaja que les permitió obtener su decimoquinto campeonato de la NBA. Kobe Bryant obtuvo el trofeo de MVP de las Finales, mientras que Jackson se convertía en el entrenador más laureado de la historia de la NBA, con diez anillos, superando al legendario Red Auerbach.
Para la temporada 2009-10, en la cual los Lakers tenían que revalidar su campeonato, perdían al alero Trevor Ariza, el cual se marchaba libre a los Houston Rockets. Por otra parte, renovaron a D.J. Mbenga y a Josh Powell. El 3 de junio de 2009, los Lakers ficharon al alero de los Houston Rockets, Ron Artest, por cinco temporadas pera reemplazar a Trevor Ariza. Shannon Brown rechazó una lucrativa oferta de Indiana Pacers para continuar en el equipo. Lamar Odom, el sexto hombre del equipo, estuvo cerca de regresar a Miami Heat, pero finalmente renovó cuatro años con los de California.
La temporada se inició con la ausencia de Pau Gasol en los primeros doce partidos debido a una lesión, lo cual no lastró demasiado al equipo, que llegó a ganar diez partidos consecutivos tras su retorno. En enero de 2010, en un partido contra Memphis Grizzlies, Kobe superaba a Jerry West como el máximo anotador histórico de la franquicia. En febrero, Bryant se lesionaba por primera vez desde 2007, ausencia a la que se sumó Bynum tras otra de sus recurrentes lesiones. Los Lakers volvieron a quedar campeones de la Conferencia Oeste, aunque con un peor balance que en la anterior campaña, con un 57-25.
Tanto Kobe como Bynum lograron recuperarse a tiempo para el primer partido de los playoffs. Su rival fue Oklahoma City Thunder, cuya base joven, liderada por Kevin Durant, le dio más problemas de los esperados a los de oro y púrpura, que vencieron en seis partidos. En Semifinales de Conferencia aguardaron los Utah Jazz, un oponente recurrente desde las pasadas temporadas y a quien ya habían eliminado en 2008 y 2009; los Lakers fueron demasiado para el equipo de Jerry Sloan, barriéndolos 4-0. En Finales de Conferencia se toparon con los Phoenix Suns del run and gun de Steve Nash y Amar'e Stoudemire; los dos primeros partidos fueron de absoluto dominio para los angelinos, que pusieron el 2-0, si bien los texanos remontaron hasta poner el 3-2 en la eliminatoria, venciendo los Lakers en seis partidos tras una gran serie de Bryant y de Artest.
En las Finales de la NBA se repitió la acontecido en 2008; Lakers y Boston Celtics se enfrentaban por el campeonato en el duelo más rutilante y clásico de la NBA. Las Finales se convirtieron en una eliminatoria extraordinariamente dura, con dos conjuntos sólidos, muy bien compenetrados y con grandes figuras en ambas franquicias. En el primer partido, los Lakers lograron imprimir un ritmo rápido que les llevó a romper el encuentro en el tercer cuarto, con un Bryant que llegó a los 30 puntos y un Gasol que venció en la pintura a Kevin Garnett. En el segundo partido, Boston se lanzó con agresividad, y, ni siquiera un gran partido de Gasol logró impedir que los célticos empataran la serie. La serie se trasladó al TD Garden; en un duelo apasionante en la pintura entre Gasol y Garnett, el sorprendente protagonista fue Derek Fisher, quien anotó 12 puntos en una de las actuaciones más espectaculares de su carrera, volviendo a adelantarse los Lakers 2-1. En el cuarto partido, Bryant se destacó en un gran partido, pero los Celtics dieron el zarpazo a mitad del encuentro, venciendo a unos Lakers que perdían a Bynum por lesión. El quinto partido se caracterizó por el dominio de Paul Pierce, quien hizo inútil la gran actuación de la Mamba Negra —38 puntos— y hacía que los de Massachussetts se adelantaran por primera vez en la eliminatoria. En el sexto partido las tornas se cambiaron y los Lakers dominaron de principio a fin, gracias a la lesión de Kendrick Perkins para los célticos que dejó muy dañada su pintura. En el séptimo y definitivo partido, ambos conjuntos se mantuvieron muy parejos en un encuentro de pocos puntos que se caracterizó por la gran defensa de ambos equipos; en el segundo cuarto, Ron Artest se destacaba anotando tres triples que daban ventaja a los angelinos; pese a que Bryant no tuvo su mejor noche, el acierto en los lanzamientos de los de oro y púrpura y el dominio de Gasol de la pintura permitió a los Lakers vencer 83-79 para así revalidar el título y lograr su decimosexto campeonato de la NBA. A pesar de su escaso acierto en el partido definitivo, Kobe Bryant obtuvo el  MVP de las Finales por segundo año consecutivo.

### 2010-2016: Inicio de una década oscura
La temporada 2010-11 era afrontada como la posibilidad de lograr para la franquicia de Los Ángeles su tercer three-peat —término empleado para definir la consecución de tres campeonatos consecutivos—. Los Lakers mantuvieron el bloque de la temporada pasada, adquirieron como agente libre a Steve Blake, Matt Barnes y Theo Ratliff; Shannon Brown aceptó su opción de jugador y firmó un nuevo contrato con los angelinos. Únicamente jugadores de rotación o de fondo como Jordan Farmar, D.J. Mbenga o Adam Morrison abandonaron el equipo. Sin embargo, la renovación más relevante fue la de Phil Jackson, quien estaba considerando retirarse pero que aceptó firmar una extensión de un año más.
Víctima de sus sempiternas lesiones, Bynum se perdió el inicio de la temporada regular. La temporada transcurrió en unos registros similares a las de las anteriores, incluyendo una actuación magistral de Kobe Bryant con una anotación de 30 puntos ante los Celtics y un 30-20 de Pau Gasol ante Cleveland Cavaliers. Tras el All-Star, los Lakers tuvieron un desempeño excelente, finalizando segundos de la Conferencia Oeste tras los San Antonio Spurs. Sin embargo, una noticia devastadora llegó en marzo de 2011, cuando Phil Jackson anunció que padecía un cáncer de próstata.
En playoffs se enfrentaron a los New Orleans Hornets, perdiendo el primer partido tras una gran actuación de la estrella de dicho equipo, Chris Paul. En el cuarto partido, Bryant sufrió una lesión tras un paupérrimo desempeño, pero desgañitándose en el sexto partido, donde los Lakers impusieron el 4-2 final tras una gran actuación también de Andrew Bynum. En segunda ronda de playoffs, los Lakers debían enfrentarse a los Dallas Mavericks de Dirk Nowitzki. En una eliminatoria que sorprendió al mundo del baloncesto, los Lakers perdieron los dos primeros partidos, surgiendo rumores de que la compenetración del equipo no estaba en su mejor momento. En el tercer encuentro, los Mavericks vencieron tras destacarse en el tercer cuarto, y el cuarto partido fue una apisonadora de Dallas, que venció por 86-122. El cuarto partido que selló la barrida de Dallas por 4-0 se convirtió en el último encuentro del más laureado entrenador, Phil Jackson. Los Lakers perdían así la oportunidad de lograr el three-peat y sufrían la séptima barrida de la historia de la franquicia.
Para la temporada 2011-12, los Lakers contrataban a Mike Brown, exentrenador de Cleveland Cavaliers, como sustituto del ya jubilado Phil Jackson. Con el inicio de la temporada, en diciembre de 2011 se anunciaba un traspaso a tres bandas entre los Lakers, New Orleans Hornets y Houston Rockets. Por este acuerdo, Chris Paul desembarcaría en la franquicia de Los Ángeles, y, a cambio, los laguneros enviaban a Pau Gasol a Houston y se deshacían de Lamar Odom, quien llevaba siete años en el equipo, a Dallas Mavericks para obtener espacio salarial. Sin embargo, debido a que la liga había adquirido la propiedad de los Hornets, el traspaso estaba sujeto a la aprobación del resto de propietarios, quienes se negaron a autorizarlo. Los Lakers terminaron enviando a Derek Fisher a los Rockets a cambio de Jordan Hill. Los Lakers no realizaron una mala temporada, consiguiendo un balance de 41-25 y clasificándose como terceros de la Conferencia Oeste para los playoffs, donde cayeron en Semifinales de Conferencia ante Oklahoma City Thunder por 4-1.
Para la temporada 2012-13, los Lakers se convirtieron en los máximos aspirantes al campeonato merced a la adquisición de dos de los mejores jugadores de la liga. Enviaron una serie de rondas de draft a Phoenix Suns para hacerse con el dos veces MVP Steve Nash y traspasaron a Andrew Bynum con una primera ronda de draft para obtener a Dwight Howard, considerado el mejor pívot de la NBA en ese momento; ante el conjunto que los Lakers formaron con Nash-Bryant-Gasol-Howard, medios de comunicación los denominaron como «Los Cuatro Fantásticos». Sin embargo, el desarrollo de la temporada se convirtió en un espectáculo esperpéntico desde el principio. Tras un inicio 1-4, Mike Brown fue cesado y, en su lugar, se contrató a Mike D'Antoni, creyendo que su estilo de «run and gun» pegaría mejor en un equipo acostumbrado al triángulo de Phil Jackson. Lo cierto es que esto no fue así; el equipo no se adaptó bien al sistema de D'Antoni y las relaciones entre Kobe y Howard fueron pésimas. El 18 de febrero de 2013, la franquicia de los Lakers y el mundo del baloncesto en general, se despertó con la noticia de que Jerry Buss había fallecido a la edad de 80 años; bajo Jerry, los Lakers se habían convertido en la franquicia más importante de la NBA, con 10 campeonatos de 16 Finales disputadas desde que iniciara su mandato en 1979, viendo pasar a jugadores de la talla de Magic Johnson, Kareem Abdul-Jabbar, James Worthy, Byron Scott, Shaquille O'Neal, Kobe Bryant o Pau Gasol, y, siendo considerado como el propietario más exitoso de la historia del deporte estadounidense.
La temporada 2012-13 observó a los Lakers clasificándose con apuros para los playoffs liderados por un gran Kobe Bryant con un balance de 45-37, lejos de los resultados cosechados en época de Phil Jackson años antes. Sin embargo, en un partido crucial frente a Portland Trail Blazers, Bryant se rompió el tendón de Aquiles, considerada la peor lesión que puede sufrir un jugador de baloncesto, y, permaneciendo alejado de las canchas entre seis y ocho meses. En primera ronda de playoffs se enfrentarían a San Antonio Spurs, no siendo rivales para los texanos y cayendo 4-0 en una nueva barrida.
Para la temporada 2013-14, la galaxia formada por los Lakers el verano pasado llegó a un final muy prematuro. Dwight Howard, agente libre, decidió no firmar con los angelinos y fichar por Houston Rockets. El equipo vivió una auténtica reestructuración; a las bajas de Metta World Peace —antiguamente conocido como «Ron Artest»—, el propio Howard, Earl Clark y Steve Blake, adquirieron a una gran cantidad de jugadores, los cuales no contarían con un gran futuro en la franquicia. 
En noviembre de 2013, Kobe Bryant firmó una extensión de dos años con los Lakers por 48 millones de dólares, una polémica decisión, en tanto Bryant ya tenía una edad muy avanzada y aún se estaba recuperando de su gravísima lesión, de la cual no retornó hasta diciembre de 2013. Steve Nash se pasó la mayor parte de la temporada lesionado y los Lakers se vieron obligados a jugar la mayor parte del tiempo con los retales de los que disponían, liderados únicamente por un Pau Gasol que no se encontraba a gusto en el sistema de D'Antoni. La temporada finalizó con un balance de 27-55, perdiéndose los playoffs por séptima vez en la historia de la franquicia.
Tras la desastrosa temporada anterior, la 2014-15 no se preveía de manera optimista. En julio, Byron Scott firmaba como entrenador de los dorado y púrpura tras la decepcionante estancia de D'Antoni. La leyenda y segunda espada de los Lakers campeones de 2009 y 2010, Pau Gasol, finalizaba su contrato y firmaba libre con los Chicago Bulls. Jodie Meeks también se marchaba libre, en su caso, a los Detroit Pistons. Pese a contar con superestrellas de la talla de Carmelo Anthony o LeBron James en la agencia libre, ninguno firmó por Lakerland; en su lugar, firmaron a jugadores de rol libres como Nick Young, Jordan Hill o el veterano Carlos Boozer, además de adquirir mediante traspaso al mediático Jeremy Lin. En el draft, los Lakers obtenían con el séptimo lugar al ala-pívot Julius Randle.
Si las previsiones no es que fueran halagüeñas, la mala suerte volvió a golpear a Lakerland cuando Randle se lesionó en su noche de estreno con los de dorado y púrpura para lo que restaba de temporada. En octubre, los Lakers obtuvieron la liberación del salario de Steve Nash en virtud de una lesión que le haría anunciar su retirada en marzo de 2015. En diciembre de 2014, Kobe superaba a Michael Jordan como tercer máximo anotador de la historia de la NBA en una victoria sobre Minnesota Timberwolves, sin embargo, en enero de 2015 anunciaba que se perdería lo que restaba de temporada para someterse a una cirugía para resolver una tendinitis.
Hubo pocas buenas noticias para los Lakers esa temporada. Finalizarían con un récord de 21-61, últimos de su división y penúltimos de la Conferencia Oeste, siendo la primera vez en la historia de la franquicia de Los Ángeles que se sufrían más de 60 derrotas en una sesión. Sin embargo, la 2015-16 llegaría para incluso empeorar esos registros. Con un Kobe Bryant renqueante, aquejado por las lesiones y un contrato demasiado cuantioso como para efectuar una renovación del equipo, los Lakers se resignaron a contratar jugadores de rol como Lou Williams o Brandon Bass, mientras que jugadores como Boozer, Lin, Hill y otros de la pasada temporada abandonaron la franquicia. El verano de 2015 trajo también la vuelta de un antiguo conocido, Metta World Peace, quien firmaría por un año con el mínimo de veterano, y al pívot Roy Hibbert. En el draft, los Lakers escogieron con el número dos a D'Angelo Russell, a Larry Nance Jr. en la vigesimoséptima posición, y en segunda ronda a Anthony Brown, quienes se esperaban que, junto a Randle, conformaran el futuro de la franquicia para la etapa post-Kobe.
La temporada discurrió como se preveía. Kobe apenas pudo jugar 20 partidos de la temporada, disputando su último partido frente a un clásico rival de los Lakers, Utah Jazz, el 13 de abril de 2016, donde anotaría 60 puntos. Bryant se retiró al final de la temporada 2015-16 como una de las mayores leyendas del conjunto dorado y púrpura y siendo considerado uno de los mejores jugadores de la historia del baloncesto, tras haber ganado cinco anillos y tres MVP en su ininterrumpida carrera con Los Angeles Lakers.
A la marcha de Kobe se sumaron los peores registros de la historia de la franquicia: 17-65, y un futuro incierto donde solo las jóvenes promesas como Russell o Randle otorgaban algo de esperanza a la afición laker. Tras dirigir al equipo en las dos peores temporadas de su historia, Byron Scott era despedido, contratando a Luke Walton ―antiguo jugador de los Lakers durante la etapa de Phil Jackson― como entrenador.

## 2016-2018: Los Baby Lakers
La temporada 2016-17 sería la primera sin Kobe Bryant desde la temporada 1995-96. Aparte de la retirada de la Mamba Negra, la 2016-17 se iniciaba con una reforma del organigrama directivo y deportivo de Los Angeles Lakers. Jim Buss y Mitch Kupchak, mánagers deportivos, eran reemplazados por la leyenda laker Magic Johnson y el agente deportivo Rob Pelinka en febrero de 2017. A su vez, Jeanie Buss, hija del difunto Jerry Buss, asumía como cabeza de la presidencia de los Lakers. Para esta sesión, los Lakers firmaron con cuantiosos contratos, que, con el tiempo, se demostrarían graves errores de gestión, a Luol Deng y a Timofey Mozgov. José Manuel Calderón, Corey Brewer y Tyler Ennis también firmarían mediante traspasos. En el draft, los Lakers volvieron a obtener el segundo puesto, con el que escogerían a Brandon Ingram, y en segunda ronda al serbocroata Ivica Zubac. Con todo, la temporada supuso una mejora respecto a la anterior, con un récord de 26-56, merced al rendimiento de las jóvenes promesas laker.
La temporada 2017-18 se iniciaba con el traspaso, antes del draft, de D'Angelo Russell y el pívot ruso Mozgov a Brooklyn Nets a cambio de Brook Lopez y una primera ronda; de esta manera, los Lakers se libraban de un contrato tóxico y de un jugador que no terminaba de convencer a la directiva laker. Los Lakers volverían a obtener la segunda posición del draft, escogiendo al mediático Lonzo Ball, hijo del polémico LaVar Ball; también serían escogidos Kyle Kuzma, Josh Hart y Thomas Bryant. Como contrataciones llegarían el veterano Andrew Bogut y dos jugadores a la postre claves en los futuros éxitos de Lakerland: Kentavious Caldwell-Pope procedente de los Pistons y Alex Caruso. Estos nuevos «baby-lakers» demostraron un desempeño notable y lograrían un récord de 35-47. Este conjunto despertaba las esperanzas de una afición que llevaba años padeciendo los peores años de la franquicia, sin embargo, 2018 se convertiría en el año en el que todo daría un giro drástico merced a la contratación del mejor jugador de baloncesto de su tiempo: LeBron James.

## 2018-presente: La era de LeBron James

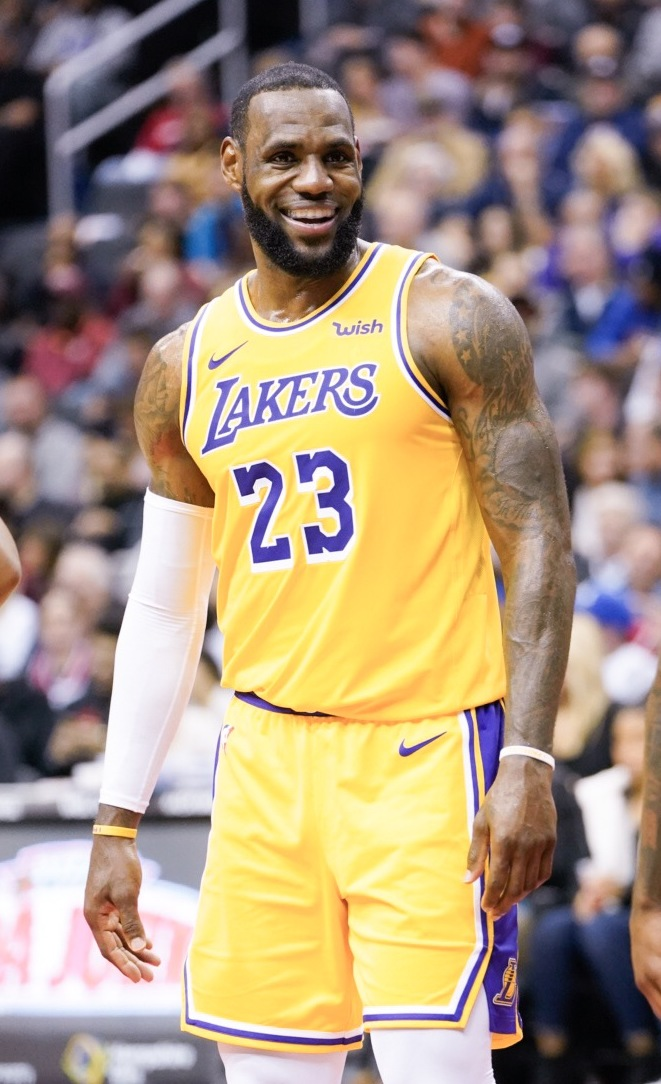
La llegada de LeBron James cambió radicalmente el rumbo de los Lakers

### 2018-19: Año decepcionante
En verano de 2018, LeBron James se convertía en agente libre y la mayor incógnita era saber hacia dónde se disponía a aterrizar el considerado mejor jugador de la NBA. Si bien se rumoreaba un posible desembarco de King James en la ciudad de Los Ángeles, el 1 de julio se reveló que LeBron fichaba libre por el conjunto dorado y púrpura. Se unía así a un núcleo joven y convertía a los Lakers en aspirantes al anillo después de algunos de los peores años de la historia de la franquicia. Inmediatamente tras su fichaje se comenzó a rumorear que Magic Johnson buscaría otra estrella con la cual complementar a LeBron, rumoreándose Kawhi Leonard o DeMarcus Cousins. Tras la llegada de «El Rey», los Lakers renovaron a Kentavious Caldwell-Pope y a Lance Stephenson. El veterano base Rajon Rondo, campeón con los Celtics en 2008, también se unió al equipo.
La temporada 2018-19 no discurrió de la manera que se preveía. Los lacustres sufrieron una plaga de lesiones a lo largo de la sesión: Rondo, Ingram o Ball cayeron lesionados en algún momento, e incluso el propio LeBron se perdió toda la temporada desde marzo debido a una lesión. El inconsistente núcleo joven no pudo llevar el mando del equipo en ausencia de King James y los Lakers finalizaron con un balance de 37-45. De esta manera, los Lakers los perdían los playoffs por sexto año consecutivo, siendo la primera vez desde 2005 que LeBron no se clasificaba a los playoffs y la primera desde 2010 que no alcanzaba las Finales de la NBA.

### 2019-2020: Muerte de Kobe Bryant y campeones diez años después
El final de la temporada 2018-19 culminó con una serie de cambios en el seno del equipo directivo de los Lakers que comprometían la estabilidad de la organización. El 9 de abril, Magic Johnson renunciaba a su cargo como presidente de operaciones de los Lakers, a su vez, tres días después, Luke Walton anunciaba su renuncia como entrenador del conjunto angelino. El 13 de mayo, Frank Vogel era designado como nuevo entrenador, acompañado de Jason Kidd y de Lionel Hollins como asistentes.
El 15 de junio, se consumó un traspaso que venía fraguándose desde hacía semanas. Anthony Davis, ala-pívot de New Orleans Pelicans, fichaba por los Lakers a cambio de Lonzo Ball, Brandon Ingram, Josh Hart y tres primeras rondas de draft, incluyendo la cuarta elección de 2019. A su vez, como manera de crear espacio salarial, enviaban a Moritz Wagner, Jemerrio Jones, Isaac Bonga y una segunda ronda de draft a Washington Wizards. La nueva pareja que se presuponía, LeBron-Davis, situaba a los lacustres como favoritos al campeonato de manera inmediata. Poco después, los Lakers aguardaron al fichaje de Kawhi Leonard, quien era agente libre después de ganar el campeonato con Toronto Raptors, sin embargo, Leonard fichó por Los Angeles Clippers, dejando a los Lakers sin apenas tiempo para conformar al equipo de cara a la temporada 2019-20. El contrato de Cousins era rescindido debido a la grave lesión que había sufrido y se contrató con el mínimo de veterano a Dwight Howard, antiguo conocido en Los Ángeles. También llegarían Avery Bradley, Jared Dudley y Danny Green.
La temporada se inició de manera excelente. Llegaban a diciembre con un balance de 17-2 y unas grandes sensaciones. En enero de 2020, saltó la noticia que conmocionó al mundo; en la mañana del 20 de enero, Kobe Bryant y su hija Gianna fallecían en un accidente de helicóptero cerca de Calabasas. Cuando el mundo de la NBA aún seguía de luto por la noticia del fallecimiento de una de las mayores estrellas del baloncesto reciente, la pandemia de COVID-19 obligaba a suspender la temporada en curso de la NBA por primera vez en su historia. En ese momento, los Lakers en los primeros de la Conferencia Oeste con un balance de 49-14.
La reanudación de la temporada se produjo a finales de julio de ese mismo año, en la denominada «Burbuja de Orlando». Los Lakers culminaron la temporada con un balance de 52-19, primeros de la Conferencia Oeste por primera vez desde 2010 y clasificados para playoffs por primera vez desde 2013. En playoffs se enfrentarían en primera ronda a Portland Trail Blazers, cediendo el primer partido pero ganando los otros cuatro de manera consecutiva; en segunda ronda se enfrentaron a Houston Rockets, perdiendo, de nuevo, el primer partido y ganando los siguientes cuatro para acceder a las Finales de Conferencia por primera vez desde 2010. Allí aguardaban los sorprendentes Denver Nuggets, quienes habían remontado dos 3-1 en las anteriores rondas y eliminado a los, a priori, favoritos al campeonato, Los Angeles Clippers. Si bien fue una eliminatoria dura, los Lakers vencieron 4-1 gracias a la extraordinaria pareja formada por James y Davis.
En las Finales de la NBA en Orlando se enfrentarían a los sorprendentes Miami Heat, un equipo joven liderado por Jimmy Butler. El primer partido estuvo marcado por las lesiones sufridas por el base de Miami, Goran Dragić, y del pívot Bam Adebayo, quienes no pudieron terminar el encuentro, perdiéndose además Dragić los siguientes partidos; LeBron, Davis y Howard fueron demasiado por unos diezmados Heat, que perdieron 98-116, en un partido completamente dominado por los de oro y púrpura. En el segundo partido, la pareja LeBron-Davis fue demasiado para los Heat, siendo los primeros en anotar 30 puntos cada uno de los tiempos de O'Neal y Bryant, ganando 114-124. Para el tercer partido pocos confiaban en los de South Beach, sin embargo, Butler se conjuró en una noche gloriosa que, con un triple-doble, decantó el partido para Miami. En el cuarto partido, tras una gran actuación de James, los Lakers vencieron 102-96 y establecían el 3-1. El quinto partido parecía ser el de la consecución del anillo laker, pero, en una nueva gran actuación de Butler, los de Miami vencían 111-108 en un partido muy ajustado. En el sexto y definitivo partido, los Lakers tuvieron totalmente controlado el encuentro ante un Heat que parecía haberse quedado ya sin energías; 106-93 y los de dorado y púrpura conquistaban el decimoséptimo campeonato de su historia, en la temporada más atípica de la historia de la NBA, dedicado especialmente a la memoria de Kobe Bryant.

### 2020-presente: Retroceso
El inicio de la temporada marcada por el COVID quedó marcada por una agencia libre donde los Lakers se reforzaron exitosamente para paliar las bajas de los jugadores más veteranos. Howard, Rondo, McGee y Danny Green salieron del equipo, siendo reemplazados por Montrezl Harrell —el cual llegaba libre desde los Clippers—, Dennis Schröder —ganador del premio al Mejor Sexto Hombre de la NBA en 2020, procedente de Oklahoma City Thunder—, Marc Gasol por el mínimo de veterano por dos años y Wesley Matthews, también por el mínimo.
Para la 2020-21, los Lakers contaron con un tiempo más reducido que la mayor parte de equipos de la NBA, con solo 72 días de descanso tras las Finales de 2020, lo cual terminaría notándose en el desarrollo de la temporada. Los Lakers comenzaron de manera exitosa, llegando a acumular una racha de ocho partidos consecutivos ganados en febrero que les llevaron a poseer un récord de 21-7 y segundos de Conferencia tras Utah Jazz. Sin embargo, ese supondría el punto de inflexión para la temporada de los dorado y púrpura, pues jugadores como Anthony Davis, LeBron James y Dennis Schröder sufrieron lesiones que harían que se perdieran 30, 26 y 4 partidos respectivamente. Para cuando las dos principales estrellas de los californianos retornaron, los Lakers habían acumulado un récord negativo que les hizo finalizar la temporada con un récord de 42-40.
Para la 2020-21, la NBA implantó un play-in donde desde el sexto hasta el décimo clasificado jugarían por dos plazas para disputar los playoffs. Los Lakers finalizaron con el mismo resultado que Dallas Mavericks y Portland Trail Blazers, pero debido a los sistemas de desempate quedaron clasificados como séptimos y teniendo que enfrentarse a Golden State Warriors en el play-in; los Lakers se impusieron por 103-100 con un Davis que anotaría 25 puntos y capturaría 10 rebotes. Clasificados ya para playoffs, los Lakers cayeron de manera sorprendente ante los líderes de la Conferencia Oeste, Phoenix Suns, por un global de 4-2.
Los Lakers realizan un traspaso con el que obtienen al MVP 2016-17 Russell Westbrook procedente de Washington Wizards a cambio del decepcionante Harrell, Caldwell-Pope, Kyle Kuzma y la primera ronda de draft del 2021. Los Lakers desarrollan un big-three y lo completan mediante contratos por el mínimo al joven Malik Monk y el retorno de viejos conocidos como Dwight Howard, Wayne Ellington, Kent Bazemore o el veterano Trevor Ariza.